# Моки, Жан-Пьер
Жан-Пьер Моки́ (фр. Jean-Pierre Mocky; настоящее имя — Жан-Поль Адам Мокиевский, фр. Jean-Paul Adam Mokiejewski; 6 июля 1929[…], Ницца, Франция — 8 августа 2019[…], VII округ Парижа, Франция) — режиссёр, сценарист, актёр и продюсер французского кино. Снял более шестидесяти художественных фильмов и сорок эпизодов телевизионных сериалов. Начав как актёр в кино и в театре, в частности, в Les Casse-Pieds (1948) Жана Древиля, в Орфее (1950) Жана Кокто или в Привет вам от гориллы (Le Gorille vous salue bien, 1957) Бернара Бордери, он стал известным в основном в Италии во многом благодаря роли в Побеждённых Микеланджело Антониони.
После работы в качестве стажёра с Лукино Висконти в Чувстве (итал. Senso, 1954) и с Федерико Феллини в Дороге (1954) он подготовил свой первый фильм, Головой об стену (1959) и планировал сделать его сам, но продюсер предпочёл доверить эту задачу Жоржу Франжю. Он перешёл к съёмкам на следующий год Кадрящих (фр. Les Dragueurs, 1959). С тех пор он никогда не переставал снимать. С 1960-х годов он получил широкую аудиторию благодаря эксцентричными комедиями, такими как: Странный прихожанин (Un drôle de paroissien, 1963) или La Grande Lessive (!) (1968). После майских событий 1968 года он обратился к  жанру нуар с  показав в «Соло» (фр. Solo, 1969) группу молодых леворадикальных террористов, а затем в «Альбатросе» (фр. L'Albatros, 1971) раскрыл продажность политиков.
В 1980-х годах он закрепил свой успех фильмом, осудившим за год до трагедии на «Эйзеле», неадекватность некоторых футбольных болельщиков Смерть арбитра (À mort l’arbitre, 1984), а затем с комедией, обличающей лицемерие вокруг паломничества в Лурд Чудо (Le Miraculé, 1987). В 1990-х и 2000-х годах его фильмы оказались менее успешными, однако он продолжал работать с прежним энтузиазмом. В итоге снял более 60 художественных фильмов.
Его кинематограф, часто сатирического и публицистического характера, не лишён социальных мотивов. Он работал, как правило, очень быстро, имея в распоряжении небольшие средства.
Он, в частности, сотрудничал с Бурвилем (Un drôle de paroissien, La Cité de l’indicible peur, La Grande Lessive (!) и L'Étalon), с Фернанделем (La Bourse et la Vie), с Мишелем Симоном(L’Ibis rouge), с Мишелем Серро (в двенадцати фильмах, в том числе в Le Miraculé), с Франсисом Бланшем (в пяти фильмах, включая La Cité de l’indicible peur), с Жаклин Майан (фр. Jacqueline Maillan) (пять фильмов), с Жаном Пуаре (фр. Jean Poiret) (восемь фильмов) а также со звёздами: Катрин Денев (Агент Трабл), Клод Жад (Бонсуар), Джейн Биркин (Чёрный, как память), Жанной Моро (Чудо) и Стефан Одран (Les Saisons du plaisir).
В 2010 году он получил «приз Анри Ланглуа» (фр. Prix Henri-Langlois) за творческие достижения, а в 2013 году – приз Альфонса Алле (фр. Prix Alphonse-Allais).
В 2012 году Международный кинофестиваль в Бельфоре (фр. Le Festival Entrevues Belfort) устроил в его честь полную ретроспективу.

## Биография

### Детство
Жан-Пьер Моки родился 6 июля 1929 года (официальная дата), или 5 июля 1929 года (по непроверенным сведениям Жан-Пьера Моки), в Ницце. Его отец, уроженец Терской области Адам Мокиевский (фр. Adam Mokiejewski, 1896—1956) был польским евреем, а мать, Жанин Зилинская (фр. Janine Zylinska, 1897—1968), — полькой, принадлежавшей католической конфессии. Его родители поселились в Ницце в 1922 году. Когда в 1939 году началась война, семье Мокиевских, которая жила за счёт богатства матери-польки Жан-Пьера Моки, пришлось продать виллу mont Boron в Ницце и переехать в Грас. Моки рассказывал, что в 1942, во время немецкой оккупации, его отец пытался защитить своего сына от преследования по отношению к евреям и с этой целью намеревался отправить его к дяде в Алжир. Но Жан-Пьер Моки был слишком молод, чтобы отпустить его одного в лодку. Тогда отцу пришлось изменить его дату рождения, которой стало 6 июля 1929. В конечном итоге он отказался от этой поездки и просто отправил своего сына на ферму. В этом же году Жан-Пьер Моки первый раз появился в кино в качестве статиста в Ночных посетителях (фр. Les Visiteurs du soir) Марселя Карне. Среднее образование он получил в муниципальном колледже Граса. Летом он подрабатывал уборкой пляжа Отеля Карлтон (фр. Hôtel Carlton) в Каннах, а его родители в то время были смотрителями чьей-то усадьбы. В 1946 году Жан-Пьер Моки женился на Моник Боден (фр. Monique Baudin), которая ждала от него ребёнка, но их союз продлился только четыре месяца.

### Актёрская карьера (1946—1958)

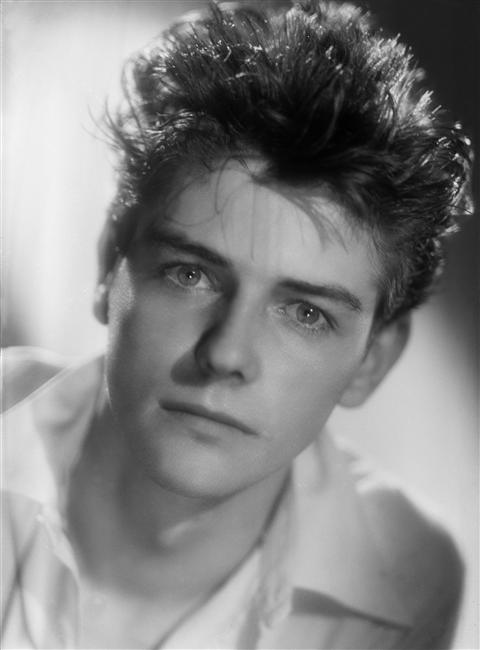
Жан-Пьер Моки (фото студии Harcourt). 1948.

В 1946 году Моки исполнил роль ополченца в фильме Да здравствует свобода (фр. Vive la Liberté) Джефа Мюссо (фр. Jeff Musso). Перебравшись в Париж в 1947 году, он снялся статистом в нескольких фильмах, как например: Человек в котелке (фр. L'Homme au chapeau rond). Он рассказывал, что, зарабатывая на жизнь водителем такси, он встретил в своем автомобиле Пьера Френе. Именно благодаря известному актёру он получил свою первую роль в театре в Pauline ou l'Écume de la mer Габриэля Ару (фр. Gabriel Arout). Пьер Френе взял его под своё покровительство и поселил у себя в Нёйи-сюр-Сен. Затем Жан-Пьер Моки поступил в Высшую национальную консерваторию драматического искусства, где он посещал курс Луи Жуве. Там, в частности, он учился вместе с Жан-Полем Бельмондо, с которым они стали приятелями. Он получил первую большую роль в кино в Рае для пилотов, пропавших без вести (фр. Le Paradis des pilotes perdus, 1948).
В 1952 году Моки познакомился с Микеланджело Антониони и сыграл в фильме Побеждённые, получившем большой успех в Италии. После чего его ангажировали в качестве актёра на студии Dino de Laurentiis Cinematografica. В 1953 году он снялся в Графе Монте-Кристо, вышедшем в 1955 году в Италии и в 1954 году во Франции. Также он работал стажёром у Федерико Феллини в Дороге (1954) и стажёром у Лукино Висконти в Чувстве (Senso, 1954). Он исполнил роли в нескольких итальянских фильмах, таких как: Грациэлла (итал. Graziella) Джорджо Бьянки (итал. Giorgio Bianchi) и Разгромленные (итал. Gli sbandati) Франческо Мазелли в 1955 году. Как актёр в Италии он быстро стал известным. В интервью журналу Cinéma в 1982 году он пояснил: «У меня был Ferrari, дом на Тибре, я давал приёмы, у меня был камердинер: это было невероятно!»
По возвращении во Францию в 1956 году режиссёр Реймон Руло (фр. Raymond Rouleau) привлёк его к работе в парижском театре с Ингрид Бергман в пьесе Thé et sympathie. Когда Реймон Руло отказался в последний момент от съёмок фильма Салемские ведьмы (фр. Les Sorcières de Salem), его заменил Жан Меркюр (фр. Jean Mercure) и вывел из актёрского состава Жан-Пьера Моки, чтобы заменить его одним из своих друзей. Жан-Пьер Моки подал иск и выиграл судебный процесс. С полученной им компенсацией в размере 150 000 франков, он создал небольшую домашнюю киностудию, чтобы снять Головой об стену.
Он встретил Клода Шаброля, Франсуа Трюффо и Жан-Люка Годара в 1958 году и установил с ними дружеские отношения, но хотя он принадлежал к тому же поколению, что и эти режиссёры, он не являлся частью Новой Волны. Он не разделял возмущения критиков Cahiers du cinéma в отношении академизма французского послевоенного кино.

### Первые фильмы (1958—1968)
Некоторые члены семьи его отца, еврейского происхождения, были помещены в психиатрические больницы после их освобождения из концлагерей. На Жан-Пьера Моки их свидетельства произвели большое впечатление, и он решил сделать фильм о психиатрических лечебницах. Он обнаружил роман"Головой об стену" (фр. La Tête contre les murs) Эрве Базена, который бесплатно уступил ему право адаптировать свою книгу. Он работал над сценарием вместе с Франсуа Трюффо, а затем поручил диалоги Жан-Шарлю Пишону (фр. Jean-Charles Pichon). Он привлёк в числе прочих Пьера Брассёра, Поля Мериса, Шарля Азнавура и Анук Эме, в которую он был страстно влюблён, но продюсеры по причине неуверенности в Моки предпочли доверить съёмки кому-то более опытному. Тогда Жан-Пьер Моки связался с Аленом Рене, а затем — с Жоржем Франжю, который и взял на себя обязанности режиссёра. Жан-Люк Годар, в то время кинокритик, опубликовал статью в еженедельнике Arts и две статьи в Cahiers du cinéma, чтобы поддержать фильм. В первой статье он написал: «Головой об стену — безумный фильм о безумных. Поэтому этот фильм безумной красоты.». Годар также приветствовал как сценарий Жана-Пьер Мокк и Жан-Шарля Пишона, так и игру актёров: «Франжю может даже не управлять своими актёрами. Но никогда Жан-Пьер Моки, Анук Эме, Поль Мерис, Пьер Брассёр не были лучше, никогда их не дикция не была более точной. Они не играют. Они сопереживают.». Фильм был отмечен на фестивалях и получил двенадцать наград, но получил очень небольшой рейтинг (45 000 билетов).

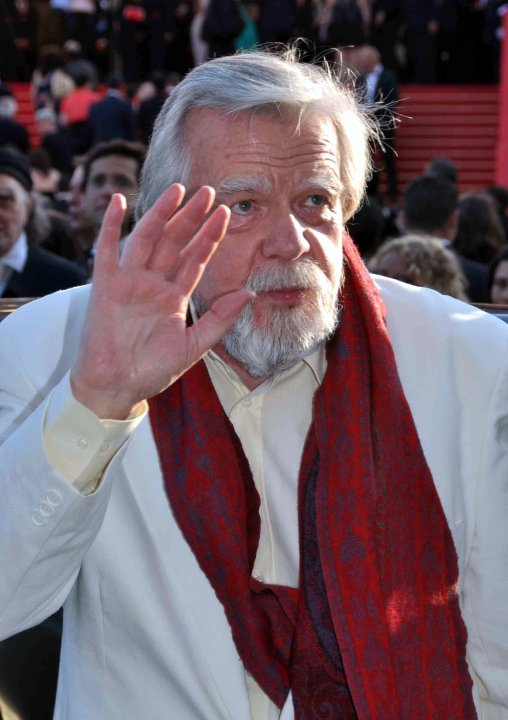
Мишель Лонсдаль снялся в 9-ти фильмах Жан-Пьера Моки

После неудачи Головой об стену Жан-Пьер Моки в 1959 году снял свой первый фильм Кадрящие (Les Dragueurs). Идея фильма исходила из его личного опыта. Он сам с друзьями знакомился с девушками на Елисейских Полях, и термин «кадрящий» был придуман одним из них. Он сразу решил дать главную роль своему другу по консерватории Жан-Полю Бельмондо, но продюсеры ему предложили Жака Шарье. Второго кадрящего, Жозефа, исполнил Шарль Азнавур. Вначале Моки задумал пессимистический конец, когда Фредди (Жак Шарье) идёт в бордель с женщиной, похожей на Жанну, идеальную женщину, воплощённую Анук Эме. Но продюсеры предпочли оставить открытым будущее этого персонажа и вырезать из фильма эту последнюю сцену.
Фильм экспортировался в 63 страны и встретил большой успех у публики (1,5 миллионов билетов). Сам термин «кадрящий» был введён в обиход фильмом. В результате разногласий с продюсером Жозефом Лизбона (фр. Joseph Lisbona) по поводу распределения прибыли Кадрящих Моки создал в 1960 году свою собственную продюсерскую компанию, Balzac films.
Вдохновлённый отношениями с актрисой Вероник Норде (фр. Véronique Nordey), Жан-Пьер Моки захотел сделать фильм о том, что происходит в паре, когда желание становится менее сильным. Чтобы подготовить Двое (Un couple, 1960), Моки обратился к Реймону Кено, который внёс оттенок иронии в фильм. Пару сыграли Жюльет Меньель (фр. Juliette Mayniel) и Жан Коста (фр. Jean Kosta). Моки испытывал трудности с поиском дистрибьюторов, и фильм, снятый в начале 1960-х годов, вышел на французские экраны только в январе 1961 года. Он вызвал полемику в критике. Кено использовал свою литературную эрудицию в Le Monde des Lettres. Франсуаза Саган поддержала фильм в L’Express, а Cahiers du cinéma посвятили ему статью в номере 115 за январь 1961. В конце концов, из-за плохого проката фильм собрал только 62 000 зрителей.
После успеха (Les Dragueurs) и неудачи (Un couple) режиссёр решил перейти к сатирической комедии с фильмом Снобы! (фр. Snobs !.) В эту картину, снятую в мае 1961 года, он привлёк Франсиса Бланш, Мишеля Лонсдаля, Элину Лабурде (фр. Élina Labourdette) и Вероник Норде. Некоторые сцены пришлось сократить, чтобы удовлетворить цензуру. Фильм вышел на экраны в сентябре 1962 года и собрал небольшое число зрителей во Франции (50 000). За исключением некоторых критиков, в частности, Жан-Луи Бори и Мишеля Мардор (фр. Michel Mardore), пресса неблагоприятно отозвалась о фильме. В Cahiers du cinéma Мишель Мардор похвалил ощущение избыточности фильма: «Достоинство Жан-Пьера Моки в том, что он выводит это фиглярство за грани дозволенного, забыв об обычае негласного соглашения между сатириком и объектом сатиры. Таким образом трансцендирует и, наконец, заряжается разрушительной мощью хороший французский стиль, несмотря на раздражение, брюзжание и ворчание.».
В Девах (фр. Les Vierges, 1962) Жан-Пьер Моки возвратился к идеи Кадрящих и сконцентрировался на этот раз на женщинах. По совету Жана Ануя в журнале Ici Paris он призвал женщин поделиться рассказами о том, как они потеряли свою девственность. Но основе 3 500 предоставленных свидетельств сценаристы сформулировали пять категорий, и каждая из этих категорий стала сюжетом одного из пяти скетчей фильма. Фильм вышел в мае 1963. Анри Го (фр. Henri Gault), вошедший в историю как ресторанный критик, поместил в Paris-Presse-L’Intransigeant статью под едким названием «Мы должны впаять Моки 20 лет». Режиссёр был обвинён в том, что «испохабил сюжет, который почему-то не являлся табу.». Через год после выхода фильма Франсуа Трюффо, под псевдонимом Антуан Дуанель (фр. Antoine Doinel), сдержанно защитил фильм и в целом манеру Жан-Пьера Моки: «Как часто у Моки, здесь можно видеть неизвестных актёров, прекрасно подобранных и использованных. Наконец, очень заметна чёткость выполнения; в кадре есть только, что Моки хочет туда поместить и то, что он хочет, чтобы мы там увидели. Ясно, открыто, точно, прямо.». В своём интервью для журнала Midi Minuit Fantastique в 1967 году Жан-Пьер Моки опровёрг то, что имел намерение спровоцировать и заявил, что, наоборот, находит Les Vierges романтическим и «глубоко нравственным фильмом.».

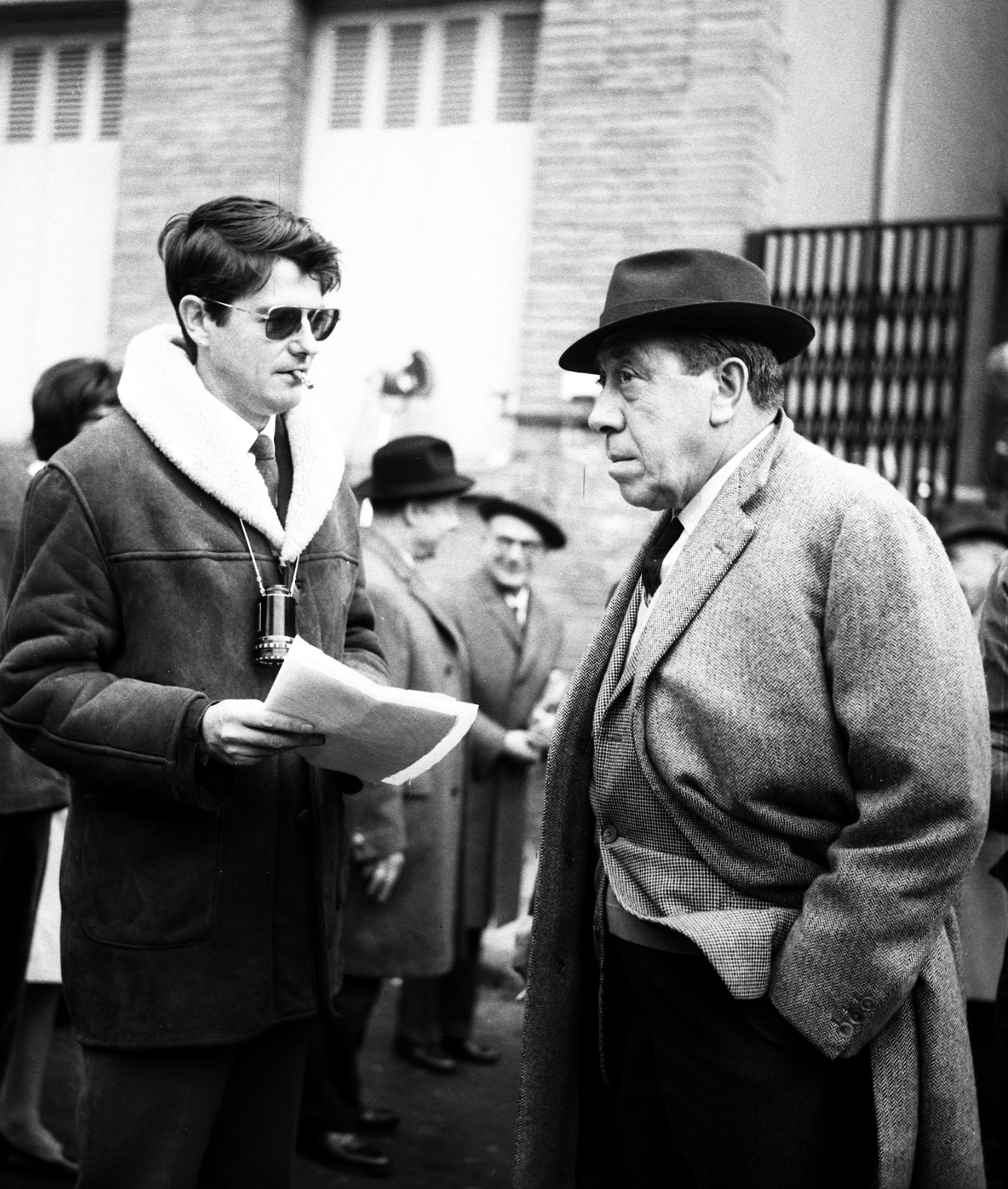
Фернандель с Жан-Пьером Моки в La Bourse et la Vie. Ноябрь 1965

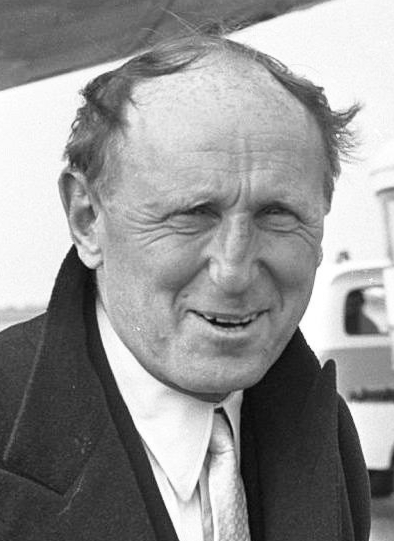
Бурвиль. 1967.

Затем на основе романа Deo Gratias Мишеля Сервена (фр. Michel Servin) Жан-Пьер Моки и его сценарист Ален Мури (фр. Alain Moury) представили историю обнищавшего аристократа, который, отказываясь работать, грабит церковные кружки. Странный прихожанин (Un drôle de paroissien) вышел на экраны в 1963 году. Первоначально Моки хотел снимать с Фернанделем, но тот отказался от роли. По предложению Мишеля Сервена Моки обратился к Бурвилю. Сначала окружение Бурвиля скептически отнеслось к такому сотрудничеству и отговаривало актёра принять предложение. Тем не менее, это сотрудничество оказалось плодотворным, поскольку Жан-Пьер Моки и Бурвиль позже сделали вместе три других фильма. Бурвиль даже согласился на партнёрство и помог Моки найти финансирование. Фильм пользовался большим успехом. Фильм продержался в течение 6-ти недель подряд в первой тройке в национальном прокате и даже занял там первое место 24 сентября 1963 года (Источник: CNC archives-box-office.eklablog.com). В итоге аудитория составила 2,3 миллиона человек. Затем он прошёл отбор на Берлинский кинофестиваль и вышел в прокате в Германии.
По совету Реймона Кено Жан-Пьер Моки адаптировал Город Великого Страха (фр. La Cité de l'indicible peur) Жана Ре. С этим фильмом он попробовал себя в жанре фэнтези. Действие романа, которое происходит в Шотландии, было перенесено в небольшой город Салер департамента Канталь. Бурвиль участвовал в производстве фильма. Однако дистрибьютор вырезал из фильма некоторые сцены и переименовал его в La Grande frousse. Фильм вышел 28 октября 1964 года, но не встретил ожидаемого успеха (680 000 купленных билетов). Критика оказалась очень негативной, и после этого провала Моки поссорился с Бурвилем и Кено. Впоследствии, в июне 1972 года, режиссёр выпустил полную версию La Cité de l’indicible peur и отдал фильм в прокат в киноклубы.
Затем Моки получил поддержку от Columbia для съёмок с Фернанделем. В конце концов продюсер ему предложил также немецкого комика Хайнца Рюмана. С писателем Марселем Эме, Моки подготовил сценарий для Кошелёк или жизнь (La Bourse et la Vie). Фильм посмотрело 625 000 зрителей, но режиссёру тем не менее не нравился этот фильм. В интервью, которое он дал журналу Cinéma в 1982 году, он резко отозвался о свой работе: "Этот фильм — полное издевательство, которое не представляет никакого интереса. ". И далее: "Это правда! Что интересного в истории двух типов, которые не могут избавиться от 15 миллионов? ". Моки, наряду с Жилем Гранжье, оказались единственными режиссёрами, у кого в актёрском составе были одновременно Бурвиль и Фернандель.
Спутники маргаритки (фр. Les Compagnons de la marguerite) вышел на экраны в январе 1967 года и встретил хороший приём. Фильм инспирирован трудностями, с которыми столкнулся Моки при разводе со своей первой женой. Он рассказывает о реставраторе рукописей, который подменяет акт гражданского состояния, чтобы заменить жену минуя процедуру развода, и организует тайное общество с целью широкого освоения этого метода. Фильм собрал 520 000 зрителей.
В 1967 году Моки работал в Англии над фильмом под названием Les Carrossiers de la mort. Идея фильма пришла из его разговора с «вором-джентльменом»: тот рассказал Жан-Пьеру Моки о том, как крадёт роскошные автомобили и продавал их за границу, расценивая при этом воровство как искусство. Актёрский состав фильма включал, в частности, Марлона Брандо, Генри Фонду, Энтони Куинна и Орсона Уэллса. Но проект был оставлен после смерти продюсера Сесиль Теннан (фр. Cecil Tennant).
Затем Моки помирился с Бурвилем, с которым он был в натянутых отношениях после провала La Grande Frousse, и в апреле 1968 г. приступил к съёмкам Большой стирки(!) (фр. La Grande Lessive (!)), под первоначальным названием The Tube. В фильме речь идёт об учителе латыни по имени Сен-Жюст, в исполнении Бурвиля, который в борьбе против власти телевидения решает перейти к действию и разрушает какой-то травилкой телевизионные антенны. Актёрский состав пополнили: Франсис Бланш, Ролан Дюбьяр (фр. Roland Dubillard), Жан Тисье (фр. Jean Tissier) и Р. Ж Шоффар (фр. R. J. Chauffard). Фильм вышел на экраны 15 ноября 1968 года и пользовался большим успехом (2,1 миллиона зрителей).

### Признание (1968—1988)
С 27 ноября по 12 декабря 1968 года Анри Ланглуа и Бернар Мартинан (фр. Bernard Martinand) провели в честь режиссёра ретроспективу его фильмов во Французской синематеке. Это явилось важным шагом в признании работы Моки. Там он представил также полную копию Города Великого Страха (фр. La Cité de l'indicible peur).
После Мая 1968 при посещении кафе-бистро Жан-Пьер Моки стал свидетелем разговора по поводу происшествия, когда вследствие удара полицейского из CRS  у одного молодого человека произошёл разрыв тестикул. Молодёжь, собравшаяся в кафе в честь того парня, обсуждала установку бомб, чтобы идти до конца «революции». Так у Моки возник замысел сценария Соло (фр. Solo). Фильм рассказывает историю братьев Кабраль. Один из них, Винсан, скрипач на круизных судах, крадёт ювелирные изделия для перепродажи. Его младший брат Виржиль — студент. Недовольный существующим обществом, он решает перейти к террористической акции с целью «потрясти умы». В попытке спасти своего брата, Винсан в свою очередь преследуется полицией и в конечном итоге погибает. По словам Моки, Соло рождён в результате его разочарования Маем 1968. Фильм был снят в апреле 1969 г. Тем не менее, продюсер François Harispuru согласился распространять фильм только при условии, что Жан-Пьер Моки также сделает кассовую комедию в духе Un drôle de paroissien. Поэтому Моки снял Жеребца (фр. L'Étalon). Соло вышел 27 февраля 1970, встретил очень благоприятную критику и пользовался большим успехом (660 000 зрителей).
Идея Жеребца (L'Étalon) пришла к Моки также из подслушанного им вместе с Бурвилем разговора в бистро. Бурвиль и Моки слушали там двух женщин, которые жаловались на то, что их мужья ими пренебрегают, и придумали решение этой проблемы, не нарушающее стабильность пары. Фильм рассказывает о ветеринаре Уильяме Шаминаде (фр. William Chaminade), который, осмысливая пренебрежение мужьями своих жён, решает выполнять своего рода услугу для замужних женщин, чтобы они могли заниматься любовью без чувств. Уильям Шаминад стремится обобщить свою идею и надеется распространить её на всё общество. Съёмки Жеребца в сентябре 1969 года в городке Сербер (фр. Cerbère), со статистами из местных жителей, были отмечены болезнью Бурвиля. Вышедший 13 февраля 1970, фильм сильно не понравился критике, но собрал 1,2 млн зрителей. В Cahiers du cinéma Жак Омон (фр. Jacques Aumont) сожалел о недостаточной смелости фильма.
В духе Соло в 1971 году Моки снял Альбатроса (фр.  L'Albatros). Фильм был вдохновлен ещё одним происшествием. Во время акции протеста против Хабиба Бургиба, сценарист Ален Мури (фр. Alain Moury), был избит полицейскими и арестован после того, как он ответил на удар члена правоохранительных органов. Альбатрос рассказывает историю человека, который оказался в тюрьме за убийство полицейского в аналогичной ситуации. Человек бежит из тюрьмы в разгар предвыборной кампании и похищает дочь одного из двух кандидатов. После обращения к Жоржу Мустаки для Соло, Моки попросил Лео Ферре сочинить музыку для этого фильма. Критика тепло встретила фильм, и публика отозвалась своим присутствием. В Le Nouvel Observateur Жан-Луи Бори, восторгался романтизмом фильма, который он назвал «Эрнани современного протеста». Фильм собрал 570 000 зрителей.
В 1973 году Моки познакомился с André Ruellan и сотрудничал с ним над сценарием L’Ombre d’une chance. В дальнейшем они вдвоём напишут в общей сложности двадцать сценариев. Фильм рассказывает историю Матьяса, немного богемного старьёвщика, и его 14-летного сына. Моки поменял местами конфликт поколений, делая сына степенным студентом, скорее сторонником правопорядка, а отцу придавая отцу характер маргинального либертарианца, не боящегося нарушить закон и обмануть судебных исполнителей, нанёсших ему визит. Съёмка началась в июле 1973 года, а фильм вышел на экраны в феврале 1974. Критик Андре Коман (фр. André Cornand) приравнял этот фильм к Соло и к Альбатросу. Во всех трёх фильмах герой, исполненный самим Моки, является маргиналом, затравленным полицией или юстицией и любимым молодой женщиной, которого сценарий приводит к неизбежной смерти.
Жан-Пьер Моки продолжал работать очень быстро. Также в 1974 году, в фильме У савана нет карманов (фр. Un linceul n'a pas de poches), он предназначил себе роль журналиста, который борется в одиночку против разложения системы. Фильм оказался не очень успешным (250 000 зрителей).
Для L’Ibis rouge он ангажировал Мишеля Симона вместе с Мишелем Галабрю и Мишелем Серро. Однако Мишель Симон был болен и имел не слишком много возможностей для съёмок: он умер через неделю после выхода фильма, в мае 1975.
Моки продолжил с Королём жуликов (фр. Le Roi des bricoleurs), смешной комедией, с Симом (фр. Sim), Мишелем Серро и Пьером Боло (фр. Pierre Bolo). Вышедший в феврале 1977 года фильм собрал только 144 000 зрителей.
Перед выходом в марте 1978 года фильма Склока (фр. La Zizanie) Моки привлёк продюсера к суду за плагиат. Перед этим Моки предложил Луи де Фюнесу проект под названием Le Boucan, сюжет которого похож на сюжет La Zizanie. Моки выиграл суд и получил компенсацию в размере 250 000 франков, но он лишился по этой причине поддержки корпорации, индустрии кино, не поддерживающей обращения к трибуналу …
Моки возвратился к более серьёзной теме со Свидетелем (фр. Le Témoin), который рассказывает историю человека, приговорённого к смертной казни в результате судебной ошибки. Снятый с итальянским актёром Альберто Сорди фильм, вышедший в сентябре 1978 года, пользовался успехом во Франции а также в Италии (400 000 зрителей).
Наконец, Моки завершил десятилетие, возрождая революционный романтизм Соло и Альбатроса в Le Piège à cons. Здесь он исполнил роль бывшего шестидесятника, который возвращается во Францию после вынужденного изгнания и вновь оказывается вовлечённым в борьбу с «коррумпированной системой». Фильм, выпущенный в октябре 1979 года, остался непонятым и не понравился публике (75 000 зрителей).

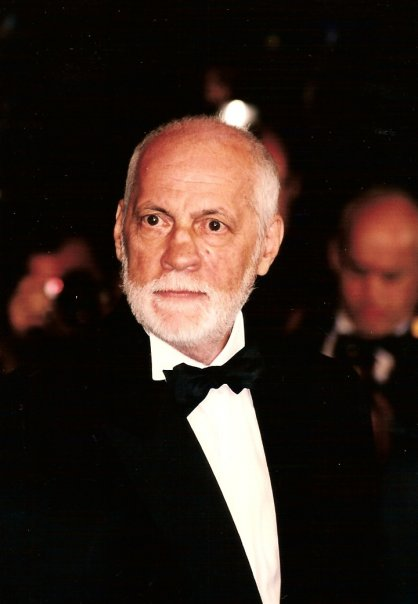
Мишель Серро — один из любимых актёров Жан-Пьера Моки. Он снялся в 11-ти его фильмах, в том числе в À mort l'arbitre (1983) и Le Miraculé (1986).

В начале 1980-х Жан-Пьер Моки возвратился к кинофантастике, жанру, который он уже затрагивал в Городе великого страха, с картиной Litan: La cité des spectres verts (1982). Фильм получил премию кинокритики на Международном фестивале фантастических фильмов в Аворье, но не имел успеха. После этой неудачи он снял за четыре месяца Есть ли французы в зале? (фр. Y a-t-il un Français dans la salle ?), адаптацию одноимённого романа Фредерика Дара. В Cahiers du cinéma Оливье Ассаяс увидел в этом фильме второе дыхание в карьере Моки после одышки во второй половине 1970-х, а Жан-Пьер Моки вновь обрёл многочисленную аудиторию (800 000 зрителей).
Несмотря на диаметральную противоположность кинематографических жанров Жан-Люка Годара и Жан-Пьера Моки, режиссёры высоко ценили друг друга, и первый из них предложил второму сыграть роль дяди в его драме Имя: Кармен (1983). К сожалению, после просмотра первых рабочих позитивов ведущая актриса Изабель Аджани решила уйти из фильма. Съёмки затем были отложены на несколько месяцев, но Жан-Пьер Моки был уже занят. В конце концов, он на короткое время появился в фильме, где играл пациента на больничной койке, восклицающего « Y a-t-il un Français dans la salle ?», делая тем самым ссылку на свой последний фильм, а сам Годар исполнял роль дяди. Жан-Люк Годар предложил ему новую роль в феврале 1986 года в Grandeur et décadence d’un petit commerce de cinéma, фильме, снятом на заказ для телевидения. Здесь Жан-Пьер Моки в роли кинопродюсера выступил в паре с Жан-Пьером Лео, который играл режиссёра. Фильм шёл на TF1 24 мая 1986. В свою очередь, Жан-Пьер Моки предложил Жан-Люку Годару сыграть в одном из его фильмов, Noir comme un souvenir (1995), но предложение не было принято.
В фильме Судью на мыло (фр. À mort l'arbitre, 1984) по роману Альфреда Драпе (англ. Alfred Draper) за год до Эйзельской трагедии Жан-Пьер Моки осудил глупость некоторых футбольных фанатов. В Libération критик Серж Дане энергично поддержал фильм: "'Судью на мыло — это 22-й фильм Моки за 25 лет. Это 22-е доказательство того, что Моки определенно один из хороших французских кинематографистов и, безусловно, лучший французский режиссер польско-русского происхождения. ". После того, как фильм собрал 360 000 зрителей в кинотеатрах, два года спустя он с большим успехом прошёл по телевидению с аудиторией в 17 миллионов телезрителей.
Жан-Пьер Моки продолжил в комедийном ключе в сатирической комедии о паломничестве в Лурд под названием Чудо (фр. Le Miraculé,1987). Она рассказывает историю лже-инвалида (Жан Пуаре), которого преследует молчаливый страховщик (Мишель Серро) с целью разоблачить узурпатора. Фильм получил большой успех с 820 000 проданных билетов. Затем кинорежиссёр перешёл к нуару, Agent trouble (1987) с Катрин Денёв в необычной для неё ролью старой девы. Фильм, выпущенный летом 1987 года, собрал 630 000 зрителей. Потом Моки взялся за раблезианскую комедию, Les Saisons du plaisir, которая опять понравилась публике (770 000 зрителей). Несмотря на одновременную поддержку критики и исключительную популярность, он потерпел оглушительный провал с Ночью в Национальном собрании (фр. Une nuit à l'Assemblée nationale). Сценарий, написанный писателем Патриком Рамбо, рассказывает о натуристе, который обнаруживает махинации на самом высоком государственном уровне при раздаче ордена Почетного легиона. Выпущенный между двумя раундами парламентских выборов, 8 июня 1988 года, фильм подвёргся бойкоту со стороны прессы и собрал лишь 78 000 зрителей.

### Андеграунд Моки
После неудачи Ночи в Национальном собрании Жан-Пьер Моки ушёл в «андерграунд», согласно выражению, которое он употребил по отношению к себе в Le Monde в 1999 году. Публика больше не шла на его фильмы: менее 10 000 зрителей у Bonsoir (1994), 13 700 зрителей у Alliance cherche doigt (1997)), 27 000 зрителей у Robin des mers (1998) и 6 200 зрителей у Vidanges (1997). Критика также становилась всё более и более суровой. После выхода Alliance cherche doigt (1997) критик Оливье Сегюре ()фр. Olivier Séguret) назвал фильм небрежным и сожалел о времени, когда Моки снимал Город великого страха или L’Ibis rouge.
Два фильма получили более благоприятный отклик в 1990-е годы: Город на продажу (фр. Ville à vendre, 1992) с 155 000 зрителей и Noir comme le souvenir (1995) с 83 000 зрителей. Первый рассказывает о фармацевтических компаниях, которые вербуют «подопытных кроликов» в городах с высоким уровнем безработицы, чтобы тестировать на них свои лекарства. Город на продажу вышел на экраны в феврале 1992 года. Однако фильм, снятый совместно с TF1, транслировался по телевидению только спустя четыре года после его производства. Noir comme le souvenir с Сабиной Азема, Джейн Биркин и Жан-Франсуа Стевененом рассказывает историю разведённой пары, дочь которой, после исчезновения 17 лет назад, возвращается для того, чтобы их преследовать. На этот раз критика была не такой жёсткой: Édouard Waintrop, в частности, поддержал картину в Libération.
В 1991 году, Моки снял для телевидения первые три эпизода сериала Мистер Моки представляет (фр. Myster Mocky présente). Этот сериал, продолженный в 2008 и 2009 годах на канале 13e Rue, явился адаптацией новелл Альфреда Хичкока.

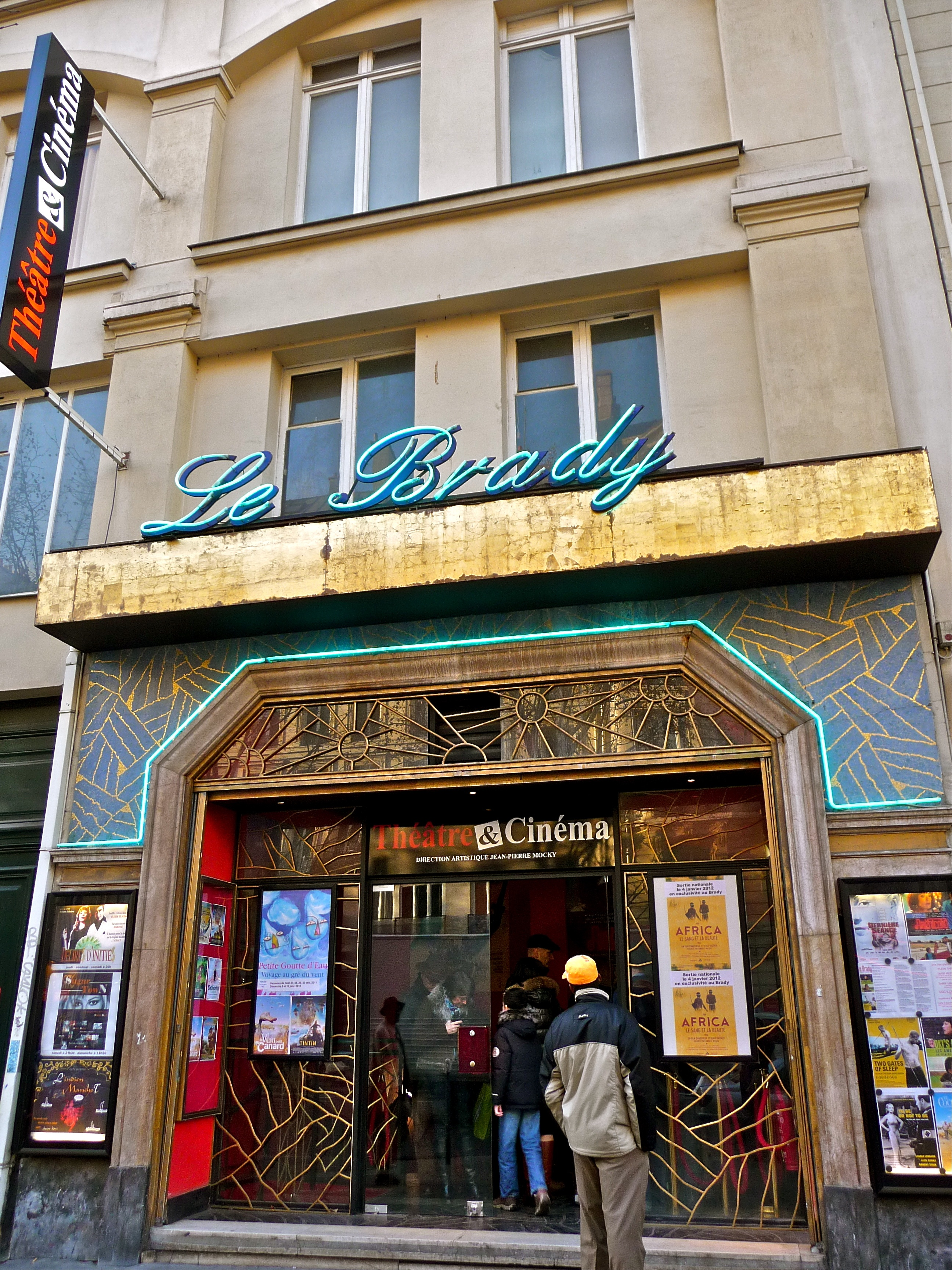
«Le Brady», парижский кинотеатр, купленный Жан-Пьером Моки в 1994 г. для показа там своих фильмов и проданный в 2011 г.

В августе 1994 года с целью обеспечения проката своих фильмов он совершил покупку парижского кинотеатра «Le Brady». Для Моки это было давней мечтой о независимости, которую он, наконец, реализовал. Ещё в 1982 году он заявил журналу Cinéma о своем желании купить свой собственный зал, чтобы стать полностью независимым: «Именно поэтому я планирую купить кинотеатр и показывать там свои фильмы. Если бы у меня была финансовая возможность купить кинотеатр и в то же время снимать свои фильмы, я бы прекратил полностью и буквально всякий контакт с внешним миром. Я бы закрылся в башне из слоновой кости и делал бы фильмы исключительно для этого зала».
После совместной работы Жан-Люка Годара и Жан-Пьера Моки в течение 1980-х годов, у них снова возникло желание работать вместе. Первый из этих двух решил предложить второму главную роль в Éloge de l’amour с Франсуазой Фабиан, но Моки и Годар поссорились. В биографии Годара её автор Антуан Бек (фр. Antoine Baecque) написал, что Моки упрекал Годара за то, что тот принял в феврале 1998 года Премию «Сезар». Тогда как Моки в своем интервью в Lettre du cinéma объяснил причину их ссоры тем, что они хотели подготовить дополнительный проект для финансирования этого фильма, и Годар его упрекнул в том, что Моки объявил об этом прессе без его согласия.

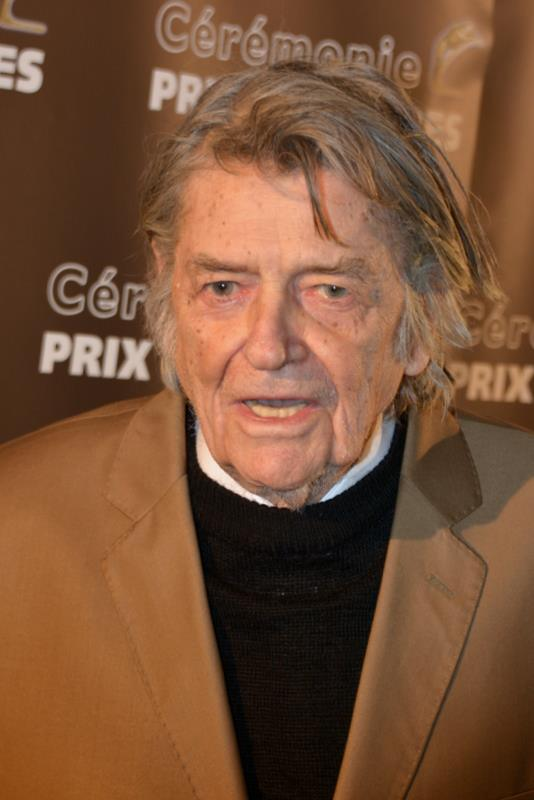
Жан-Пьер Моки на 20-й церемонии вручения премии «Люмьер». 2 февраля 2015

2000-е годы не оказались более лёгкими для Жан-Пьера Моки, чем 1990-е годы. Неутомимый, он продолжил снимать в быстром темпе, но его фильмы имели очень низкий рейтинг. Некоторые фильмы, как Туристы, о, да (англ. Touristes, Oh yes, 2004), не шли в кинотеатрах. Французская улица, 13 (англ. 13 French Street, 2007) по роману Джил Брюэр (англ. Gil Brewer) с Бруно Соло (фр. Bruno Solo), Тьерри Фремоном и Томом Новембр (фр. Tom Novembre) собрал только 4 000 зрителей и был плохо принят критиками. Наконец, Les Ballets écarlates (2004), где Жан-Пьер Моки рассказывает о матери, которая в результате поисков своего ребенка обнаруживает сеть педофилов, был запрещён цензурой за поощрение насилия и убийства. Единственным исключением в этом десятилетии явился мини-успех (57 000 зрителей) Проныры (фр. Furet, 2003) по роману «Проныра в метро» (фр. Un furet dans le métro) Лу Камерона (англ. Lou Cameron) с Мишелем Серро и Жаком Вильре. Но это успех был кратковременный. В 2005 году, когда Моки снова работал с Мишелем Серро в Grabuges, успех также не последовал (13 204 зрителей), несмотря на поддержку некоторых критиков, таких как Жак Мандельбом (фр. Jacques Mandelbaum).
С 2007 по 2010 годы Жан-Пьер Моки работал для телевидения. Сначала он снял Сделку (фр. Le Deal, 2007), телефильм для канала 13e Rue. Во время трансляции фильма на 13e Rue 13 марта 2007 фильм собрал 183 000 телезрителей, затем — 3 900 зрителей во время его кинопроката. Жак Мандельбом (фр. Jacques Mandelbaum), часто доброжелательный к Моки, в Le Monde нашёл фильм неудачным. Сотрудничество с 13e Rue продолжилось в телесериале под названием Мистер Моки представляет (фр. Myster Mocky présente). Этот сериал, начавшийся в 1991 году с трёх эпизодов, явился новой адаптацией новелл, созданных Альфредом Хичкоком, на которые он купил права. Между 2007 и 2009 он снял 24 новых серии продолжительностью 26 минут каждая. Наконец, он снял телефильм под названием Ярость (фр. Colère, 2010) для французского телевизионного канала France 2. Фильм, выпущенный 16 июля 2010 года, собрал 4 млн телезрителей.

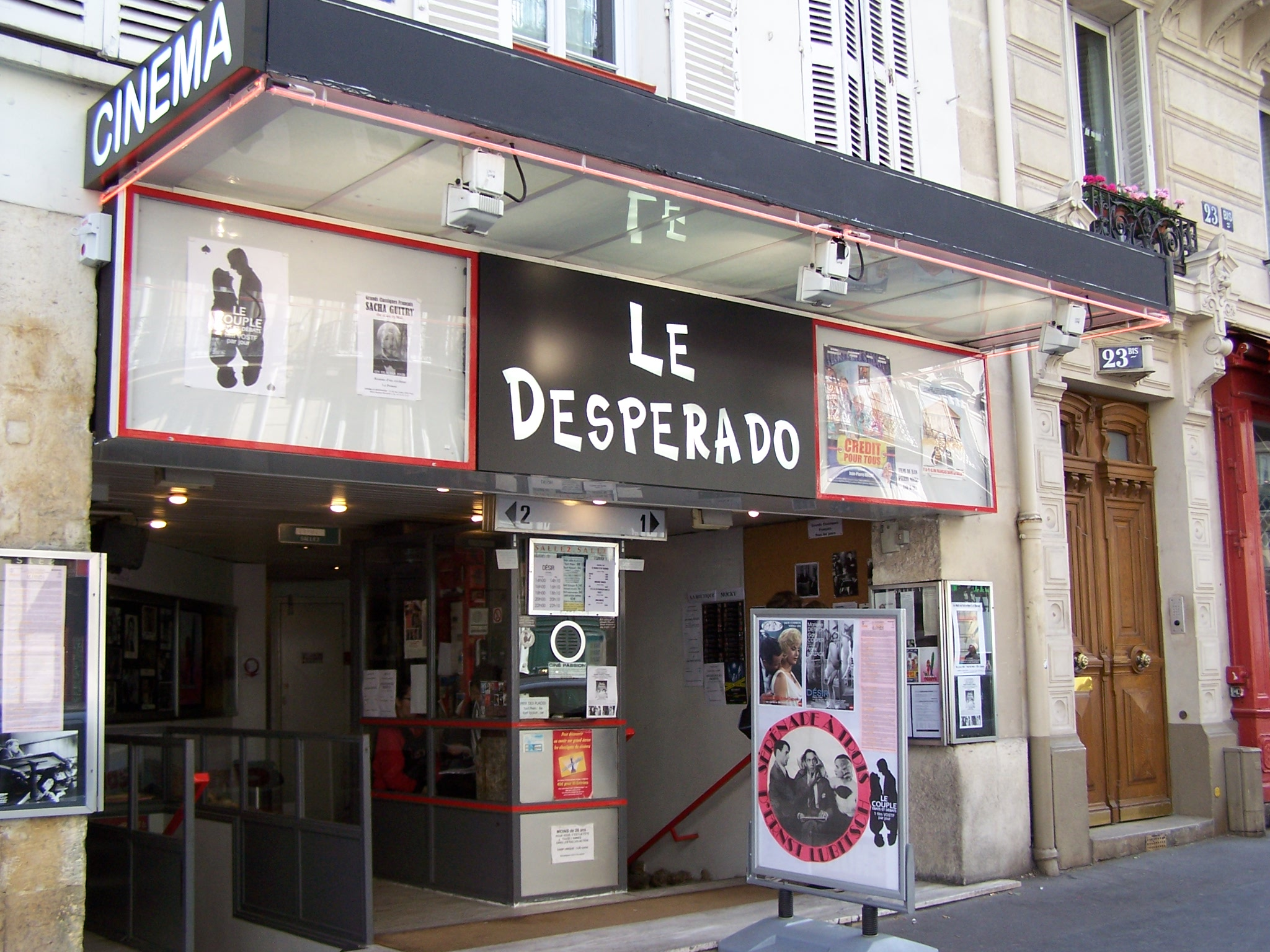
В 2011 г. Жан-Пьер Моки купил парижский кинотеатр «Le Desperado» для показа там своих фильмов.

После этого телевизионного периода Жан-Пьер Моки возвратился в кино и погрузился в съёмки. Он снял один за другим Les Insomniaques (2011), Le Dossier Toroto (2011) и Crédit pour tous (2011). Эти фильмы не распространялись по обычной схеме, поскольку он демонстрировал их в своём собственном кинотеатре. Но в 2011 году он продал свой кинотеатр «Le Brady» и выкупил «Action Écoles» в Латинском квартале Парижа, который он переименовал в «Le Desperado». И вот преимущественно в этом помещении он показывал как свои новые, так и старые фильмы наряду с классикой французского и американского кино.

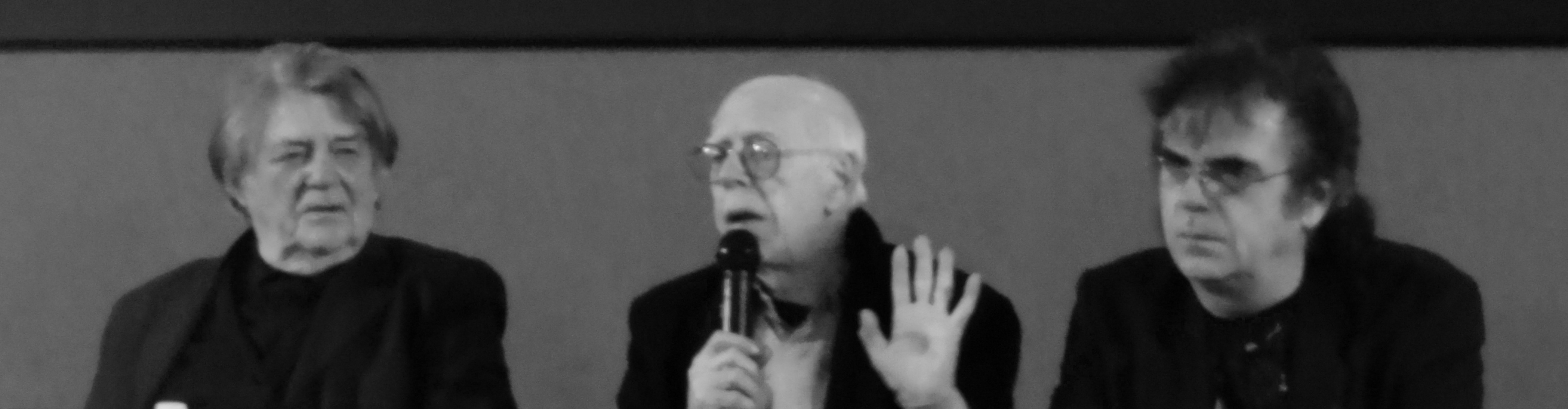
Жан-Пьер Моки, Ноэль Симсоло, Роже Факон на Синемании II в кинотеатре «Л’Идеаль» Жака Жана Тати. Аниш, ноябрь 2012

В ноябре 2012 года Международный кинофестиваль в Бельфоре воздал должное режиссёру ретроспективой из его пятнадцати фильмов.
В 2015 году Моки снял три короткометражных фильма с Жераром Депардьё в качестве ведущего актёра: Agafia и Le Rustre et le Juge по рассказам Антона Чехова и Le Magicien et les Siamois. В первом фильме к Жерару Депардьё присоединился Пьер Ришар, во втором — Филипп Дюкен (фр. Philippe Duquesne), а в последнем — Гийом Делоне (фр. Guillaume Delaunay).

### Личная жизнь
В своих мемуарах M le Mocky (2001) автор был очень уклончив и сообщил только некоторые детали. Известно, что Моки был вынужден жениться в возрасте 17-ти лет (13-ти лет по его собственным утверждениям) из-за беременности молодой девушки, Моник Боден (фр. Monique Baudin). Она родила ему двух сыновей, Фредерика Мокиевского (фр. Frédéric Mokiejewski) и Марка Мокиевского (фр. Marc Mokiejewski), но этот брак продлился лишь несколько месяцев. Известно также, что он долгое время жил с актрисой Вероник Норде (фр. Véronique Nordey), с которой он имел сына, режиссёра Станисласа Норде (фр. Stanislas Nordey), родившегося в 1966 г.. В браке с моделью Марисой Мюксен (фр. Marisa Muxen)
он стал отцом Оливии Мокиевски (фр. Olivia Mokiejewski), режиссёра документального кино. С 2000 по 2013 год он был спутником жизни Патрисии Барзик (фр. Patricia Barzyk), у которой от него родились два сына: Венсан Мокиевский (фр. Vincente Mokiejewski) и Витторио Мокиевский (фр. Vittorio Mokiejewski).
В феврале 2005 года, во время интервью, он заявил, что является отцом семнадцати детей, тогда как на самом деле у него было только эти 4 ребёнка.
Посвящённые ему книги сосредотачивают внимание в основном на его работе, за исключением автобиографии Mocky soit qui mal y pense (2016), в которой он широко распространялся по поводу своей сексуальной и сентиментальной жизни.

### Смерть
Жан-Пьер Моки умер в своем доме 8 августа 2019 года. Его семья объявила о его смерти в пресс-релизе Франс-Пресс. Его церковные похороны состоялись в церкви Сен-Сюльпис в Париже в присутствии Мишеля Лонсдаля, Доминик Лаванан (фр. Dominique Lavanant), Даниэля Рюссо (фр. Daniel Russo), Бенуа Мажимеля и министра Франка Ристера. Он был похоронен на Приер-Нуарском кладбище в Сен-При (Валь-д’Уаз) вместе со своими родителями в семейном склепе.
У него остались незаконченными два проекта художественных фильмов: один — о жёлтых жилетах, который должен был стать его следующим фильмом, а другой — о кампании Эмманюэля Макрона.

## Анализ творчества

### Методы работы
Моки являлся режиссёром, исполнителем, сценаристом, монтажёром, продюсером и дистрибьютором в одном лице. Таким образом он контролировал или стремился контролировать весь процесс производства фильма.
На раннем этапе своей карьеры Моки понял, что для обеспечения своей независимости он должен иметь свою собственную производственную компанию. Так к 1960 г. он основал свою кинокомпанию «Balzac films». В октябре 1974 года он закрыл эту компанию, чтобы создать «M. Films», а в 1986 году учредил компанию «Koala Films». Поиск независимости побудил его также давать предпочтение фильмам со скромным бюджетом.
Моки снимал свои фильмы, как правило, очень быстро. Например, Glandeur был снят за 12 дней, Agent trouble за 19 дней. В своём интервью в Lettre du cinéma он пояснил: «Создание — это то, что возникает внезапно; художник не останавливается в рисовании после каждого мазка кистью, музыкант не прерывает сочинение после каждой ноты.». И в том же интервью: «Скорость — это значит идти на риск, возможно, в ущерб качеству».
Даже если он быстро снимал со скромным бюджетом, он всё равно уделял особое внимание техническому обеспечению. Он обычно работал с известными главными операторами, как Ойген Шюфтан, Эдмон Ришар, Анри Алекан, Вильям Любчанский, Marcel Weiss а также L.H. Burel. В отличие от своих современников из Новой волны, он оставался очень традиционным в технических вопросах и опирался, в частности, при его выборе главных операторов, на кинематограф 1930-х и 1940-х годов. Также, в то время как некоторые из его современников исследовали возможности прямого звука, Моки предпочитал использовать пост-синхронизацию диалогов, что позволяло ему снимать быстро и с хорошим качеством звука.
Моки, как правило, сам занимался декорациями для своих фильмов.
Его постановку можно назвать строгой и действенной. В своём исследовании Андре Корнан (фр. André Cornand) объяснял: «Камера Жан-Пьера Моки в высшей степени функциональна. Её использование преимущественно повествовательное, на основе фиксированных планов и боковых панорам, часто не имеет другой цели, как следовать за движущимся предметом. Редко используется travelling, и если камера находится на борту автомобиля — масштабирование, как и длиннофокусные объективы; напротив, обычно применяется короткое фокусное расстояние.».
Моки осваивал монтаж с Маргерит Ренуар, женой Жана Ренуара, которая работала с ним в Snobs !, в Un drôle de paroissien, в La Cité de l’indicible peur, в Les Compagnons de la Marguerite, в La Grande Lessive (!), в L'Étalon, в Solo и в Chut !.. После её ухода он продолжил осуществлять монтаж самостоятельно.
Моки пытался в меру возможностей контролировать кинопрокат своих фильмов. С этой целью в 1994 году он приобрёл парижский кинозал Le Brady, предоставив ему показ своих фильмов, минуя крупные дистрибьюторские фирмы. Так, ещё в 2000 году, в интервью в Lettre du cinéma, он рассматривал возможность оцифровать свои фильмы и сделать их доступными в Интернете.

### Тематика
В духе свободолюбия Моки часто представлял коррупцию элит и власти (Snobs !, L’Albatros, Agent trouble, Une nuit à l’Assemblée nationale или же Vidange). В Agent trouble Моки разоблачил тайную связь между государственными интересами и мафиозными организациями.
Человеческая глупость также являлась повторяющейся темой у Моки. В La Grande Lessive (!) главный герой борется против оболванивания народа посредством телевидения. Позже, в À mort l’arbitre, Моки порицал скудоумие футбольных болельщиков.
Католическая церковь являлась постоянным объектом сатиры Моки. Её можно найти в Snobs ! (1962) в персонаже епископа. Она есть также в Un drôle de paroissien (1963), фильме о ревностном католике, который, отказываясь работать, начинает обворовывать церковные кружки. И, наконец, она явно присутствует в Le Miraculé (1987) с осуждением церковной коммерции вокруг паломничества в Лурд. По мнению кинокритика Рене Предаля (фр. René Prédal), упомянутое религиозное учреждение в общем более религиозно, чем сама вера.
Критик Андре Корнан подчеркивал, что Моки часто показывает женщин, лишённых комплексов в сексуальном плане и выставляющих напоказ своё желание. Таким образом, в первом скетче Les Vierges героиня сознательно пытается потерять девственность, и в третьем скетче героиня хитрит, чтобы потерять свою девственность с любовником, а не со своим будущим супругом. В L'Étalon, ветеринарный врач Уильям Шеминад (William Cheminade) обеспокоен сознанием того, что замужние женщины сексуально не удовлетворены и организует своего рода общественную службу для удовлетворения замужних женщин. Наконец, в L’Ombre d’une chance Одиль сгорает от желания заняться любовью с Матьясом и жалуется на отсутствие желания у Мишеля.

### Персонажи
Часто встречаются в работах Жан-Пьера Моки зловредные революционеры, которые пытаются изменить общество ненасильственными методами. В Les Compagnons de la Marguerite главный герой хочет распространить фальсификацию актов гражданского состояния во всём обществе для облегчения развода. В La Grande lessive (!) Сен-Жюст (Бурвиль) намеревается освободить население от власти телевидения. В L'Étalon Уильям Шеминад (Бурвиль) планирует охватить всё общество своей поставкой «жеребцов» для замужних женщин. Все эти персонажи утопические.
В Solo, L’Albatros, L’Ombre d’une chance et Le Piège à cons Моки лично воплощает четырёх романтических героев. Все эти герои в конечном итоге выбирают смерть во имя определённого соблюдения их персональной морали. Таким образом, в Solo Винсан Кабраль (фр. Vincent Cabral) жертвует собой, чтобы спасти своего брата. В L’Albatros Стеф Тассель (фр. Stef Tassel) приносит себя в жертву для того, чтобы Паула избежала тюрьмы, а в L’Ombre d’une chance Матьяс умирает, потому что он решил не принимать любовь Одиль. Сам Моки определил своего героя как романтика: «В конце Solo, как и в L’Albatros, герой умирает: это неизбежность романтического героя, который борется против тирании девятнадцатого века или против буржуазии ХХ-го.». Так же Жан-Луи Бори в своей рецензии на L’Albatros сравнивал Стефа Тасселя с персонажем Эрнани.
Фильмы Моки населены действующими лицами второго плана с чудовищными и безумными особенностями характера.

### Актёры
Моки был готов уделять много внимание как ведущим, так и небольшим ролям. Можно найти во многих фильмах режиссёра ряд актёров, примечательных своей «фактурой», среди которых: Жан-Клод Ремолё (фр. Jean-Claude Rémoleux) (12 фильмов), Жан Абейе (фр. Jean Abeillé) (37 фильмов), Антуан Майор (фр. Antoine Mayor) (16 фильмов), Марсель Перес (фр. Marcel Pérès) (8 фильмов), Доминик Зарди (41 фильмов), Роже Легри (фр. Roger Legris) (7 фильмов), Руди Ленуар (фр. Rudy Lenoir) (14 фильмов) или ещё Ноэль Роквер. Эти актёры составляют «цирк Моки». Так, Моки дал Жан-Клоду Ремолё роль инспектора Бартена в Un drôle de paroissien, который распевает Маринеллу (итал. Marinella) в La Grande lessive (!) или в роли депутата выражается посредством бурчания в L'Étalon.
Это чувство «маски» перешло к нему от Висконти, который предпочитал привлекать людей с запоминающейся внешностью в качестве актёров, утверждённых на некоторые второстепенные роли. Это также то, что он ценил в кинематографе Жана Ренуара. В кратком выражении дани памяти режиссёру в газете L’Humanité он писал: «То, что мне нравилось в нём, помимо режиссёра, это автор, и его политическая приверженность интересам малоимущих. Потом — любовь к второстепенным ролям (Carette, Dalio, Toutain и те, довоенные). А лица! Как их осталось мало.».
Моки также работал с признанными актёрами и тогда он умудрялся дать им роли, не соответствующие их типажу. В то время как для Бурвиля были привычными роли, которые подчеркивали его свойства простака и добряка, Моки предлагал ему характеры значительно более беспокойные. Так, Бурвиль играл расхитителя пожертвований в Un drôle de paroissien, мятежного учителя, который портит телевизионные антенны, в La Grande lessive (!) и, наконец, озорного ветеринара, который предлагает удовлетворять женщин, пренебрегаемых своими мужьями в L'Étalon. Следуя этой же логике нетипажной роли, он в La Grande Lessive (!), отдал роль интеллектуала Бурвилю, а писателю Ролану Дюбьяру (фр. Roland Dubillard) — роль учителя физкультуры.
Так же, когда он работал с Катрин Денёв в Agent trouble, он уготовил для неё роль старой девы и надел на неё парик, так что эта роль не шла ни в какое сравнение с обычными ролями актрисы, и Денёв оказалась почти неузнаваемой.
Добрый вечер (фр. Bonsoir) предлагает Клод Жад, всегда разумной девушке, нетипажную роль, а именно: постыдной и вздорной лесбиянки. В своей книге La Cinémathique des muses (Синематика муз) Людовик Мобрёй (фр. Ludovic Maubreuil) пишет: «в довольно весёлой Bonsoir Жан-Пьер Мокки будет забавляться, помимо этих десятилетий расстроенной любви и мешающих родительских фигур, систематической сменой, а следовательно, забавной, сексуальных полюсов: режиссёр-иконоборец превращает Клод Жад в лесбиянку для оправдания её наклонностей перед сестрой и тётей, которые поймали её с поличным в знакомстве с проституткой».

### Эстетика
Для Франсуа Бегодо эстетика Жан-Пьера Моки составляет противоположность реализму. Моки всегда стремился скорее усилить особенности персонажей и ситуаций, чем делать их правдоподобными: «[…] Речь не идёт о том, чтобы убеждать в своих собственных выдумках. В противном случае не было бы больше радости от вымысла. Неправда должна быть плохой, и это должно быть очевидно, потому что его трюки только развлекают Моки — это объясняет преувеличения.» "Посредством актёрской игры, декорации или искусственных аксессуаров, которыми пользуются актёры (накладные усы, парики и т. д.), он стремится прежде всего усилить впечатление «театра»: «У Моки это работает плохо, потому что не заставляет забывать об игре.».
Для музыкального сопровождения, которому он оказывал особое внимание, поскольку оно являлось неотъемлемой частью его эстетических воззрений, Жан-Пьер Моки часто обращался к крупным композиторам своего времени, работая с ними в тесном сотрудничестве: к Жозефу Косма в Snobs ! и в Un drôle de paroissien, к Жерару Кальви в La grande frousse или в Les Compagnons de la marguerite, к Франсуа де Рубэ в La Grande Lessive (!), к Владимиру Косма в Le Bénévole или к Морису Жарру в Les Dragueurs.

### Влияния
В интервью с Вероник Россиньоль (фр. Véronique Rossignol) на вопрос, какие фильмы Моки выбрал бы для своей личной фильмотеки в Библиотеке фильмов (фр. La Bibliothèque du film), он прежде всего указал на американские фильмы 1930-х и 1940-х годов, затрагивавшие тему коррупции, в частности: Ангелы с грязными лицами (1938) Майкла Кёртиса, Белое каление (1949) Рауля Уолша и фильмы Франка Капры Мистер Смит едет в Вашингтон (1939) и Мистер Дидс переезжает в город (1936). Также он назвал братьев Маркс (Вечер в опере, 1935). Конечно, ещё он упомянул Альфреда Хичкока, новеллы которого он адаптировал в новом сериале Мистер Моки представляет (Тень сомнения, 1943) и Орсона Уэллса (Печать зла, 1958).

## Фильмография

### Актёр

#### Кинофильмы
- 1942: Ночные посетители (Les Visiteurs du soir), Марсель Карне — статист, в титрах отсутствует
- 1944: Да здравствует свобода (Vive la liberté), Джефф Мюссо (фр. Jeff Musso)
- 1945: Дело о королевском колье (L’affaire du collier de la reine), Марсель Л`Эрбье (фр. Marcel L'Herbier) — паж королевы (в титрах отсутствует)
- 1946: Человек в котелке (L’Homme au chapeau rond), Пьер Бийон (фр. Pierre Billon) — шафер (в титрах отсутствует)
- 1946: Rêves d’amour, Christian Stengel — статист
- 1946: La Cabane aux souvenirs, Жан Стелли (фр. Jean Stelli) — в титрах отсутствует
- 1948: Les Casse-pieds, Жан Древиль
- 1948: Рай для пилотов, пропавших без вести (Le Paradis des pilotes perdus), Жорж Лампен (фр. Georges Lampin) — Дени
- 1948: Фильм без названия, снятый в Сен-Клу, копия которого утеряна, Жан Душе (фр. Jean Douchet)
- 1949: Портрет убийцы (Portrait d’un assassin), Бернар Ролан (фр. Bernard Roland) — в титрах отсутствует
- 1949: Займись Амелией! (Occupe-toi d’Amélie!), Клод Отан-Лара — Joseph Strauss (в титрах отсутствует)
- 1949: На большом балконе (Au grand balcon), Анри Декуэн — в титрах отсутствует
- 1949: Орфей, Жан Кокто — главарь банды
- 1949: Une nuit de noces, Рене Жайе (фр. René Jayet) — шафер невесты
- 1950: Бог нуждается в людях (Dieu a besoin des hommes), Жан Деланнуа — Пьер
- 1950: Биби Фрикотен (Bibi Fricotin), Марсель Блистен (фр. Marcel Blistène) — Пьер
- 1951: Deux sous de violettes, Жан Ануй — игрок в белот (в титрах отсутствует)
- 1951: Éternel Espoir, Макс Жоли (фр. Max Joly)
- 1952: La neige était sale, Луи Саславски (фр. Luis Saslavsky) — скрипач
- 1952: Побеждённые, Микеланджело Антониони
- 1952: I condottieri, Поль Эрбиже (фр. Paul Herbiger) — Joseph Strauss
- 1953: La neige était sale, Луи Саславски (Luis Saslavsky) — скрипач
- 1953: Maternité clandestine, Жан Гурге (фр. Jean Gourguet) — Куница, парень из банды
- 1953: Le Grand Pavois, Jack Pinoteau — Люк, мичман
- 1954: Граф Монте-Кристо (Le Comte de Monte-Cristo), Робер Верне (фр. Robert Vernay) — Альбер де Морсер, во второй части: La vengeance
- 1954: Чувство (Senso), Лукино Висконти — солдат (в титрах отсутствует)
- 1955: Graziella, Джорджо Бьянки (итал. Giorgio Bianchi) — Альфонс де Ламартен
- 1955: Разгромленные (Gli sbandati), Франческо Мазелли — Андреа, граф
- 1957: Включен красный цвет (Le rouge est mis), Жиль Гранжье — Пьер, молодой автомобилист
- 1957: Привет вам от гориллы (Le Gorille vous salue bien), Бернар Бордери — Себю
- 1958: Головой об стену, Жорж Франжю — Франсуа Гран
- 1960: Двое (Un couple), Жан-Пьер Моки — наблюдатель и голос рассказчика (в титрах отсутствует)
- 1962: Снобы ! (Snobs!), Жан-Пьер Моки — барышник (в титрах отсутствует)
- 1963: Странный прихожанин (Un drôle de paroissien), Жан-Пьер Моки — клошар в ландо (в титрах отсутствует)
- 1967: Спутники маргаритки (Les compagnons de la marguerite), Жан-Пьер Моки — человек в темных очках (в титрах отсутствует)
- 1970: Соло (Solo), Жан-Пьер Моки — Винсан Кабраль
- 1971: Альбатрос (L’Albatros), Жан-Пьер Моки — Стеф Тассель
- 1971: Le Sourire vertical, Робер Лапужад (фр. Robert Lapoujade) — кривой священник
- 1974: L’ombre d’une chance, Жан-Пьер Моки — Матьяс Караль
- 1974: У савана нет карманов (Un linceul n’a pas de poches), Жан-Пьер Моки — Мишель Долан
- 1975: L’Ibis rouge, Жан-Пьер Моки — голос радиожурналиста (в титрах отсутствует)
- 1979: Le piège à cons, Жан-Пьер Моки — Мишель Рейан
- 1980: Cocktail Morlock (к/м), Жерар Курон (фр. Gérard Courant) — Морлок
- 1982: Litan, Жан-Пьер Моки — Жок
- 1982: Есть ли французы в зале? (Y a-t-il un Français dans la salle?), Жан-Пьер Моки — голос чтеца (в титрах отсутствует)
- 1983: Имя: Кармен, Жан-Люк Годар — больной, кричащий: «Есть ли французы в зале?»
- 1984: Судью на мыло (À mort l’arbitre!), Жан-Пьер Моки — инспектор Грановский
- 1986: Машина для вспарывания (La machine à découdre), Жан-Пьер Моки — Ralph Enger
- 1986: Le Bridge (к/м), Жиль Даньо (фр. Gilles Dagneau)
- 1987: Чудо (Le miraculé), Жан-Пьер Моки — человек с черной повязкой (в титрах отсутствует)
- 1987: Возмутитель спокойствия (Agent trouble), Жан-Пьер Моки — агент службы безопасности (в титрах отсутствует)
- 1989: Vingt p’tites tours, Филипп Трюффо (фр. Philippe Truffault) и Мишель Гондри (фр. Michel Gondry)
- 1989: Divine enfant, Жан-Пьер Моки — Орельен Брада
- 1990: Il gèle en enfer, Жан-Пьер Моки — Тим
- 1991: Mocky story, Жан-Пьер Моки — он сам
- 1992: Город на продажу (Ville à vendre), Жан-Пьер Моки — Шейд, председатель правления Faxma
- 1993: Le Mari de Léon, Жан-Пьер Моки — Борис Лассеф
- 1998: Robin des mers, Жан-Пьер Моки — отец Матьё (в титрах отсутствует)
- 1998: Vidange, Жан-Пьер Моки
- 2000: Tout est calme, Жан-Пьер Моки — Люка (в титрах отсутствует)
- 2000: La candide madame Duff, Жан-Пьер Моки — Jacob Duff
- 2000: Le glandeur, Жан-Пьер Моки — Бруно Бомбек, бездельник
- 2001: La bête de miséricorde, Жан-Пьер Моки — Жан Марде
- 2002: Ночные пауки (Les araignées de la nuit), Жан-Пьер Моки — инспектор Гордон
- 2004: Туристы? О, да! (Touristes? Oh yes!), Жан-Пьер Моки — водитель такси (в титрах отсутствует)
- 2006: Le bénévole, Жан-Пьер Моки — пассажир самолёта (в титрах отсутствует)
- 2007: Сделка (Le deal), Жан-Пьер Моки — бомж (в титрах отсутствует)
- 2007: Les ballets écarlates, Жан-Пьер Моки — Матьё, оружейник
- 2011: Dossier Toroto, Жан-Пьер Моки — учитель Лапен (в титрах отсутствует)
- 2011: Les insomniaques, Жан-Пьер Моки — Борис
- 2011: Americano, Матьё Деми (фр. Mathieu Demy) — отец
- 2012: Catilina ou Le venin de l’amour, Orest Romero — M. Kratz
- 2012: Наставник (Le mentor), Жан-Пьер Моки — Людовик
- 2013: Шляпа (Chapeau) (к/м), Жан-Пьер Моки — инспектор
- 2013: À votre bon coeur mesdames, Жан-Пьер Моки — Кристоф
- 2014: Calomnies, Жан-Пьер Моки — Арман
- 2014: Le mystère des jonquilles, Жан-Пьер Моки — Тарлинг
- 2014: Ты так красива этим вечером (Tu es si jolie ce soir), Жан-Пьер Моки
- 2015: Marlowe (к/м), Сара Барзик (Sarah Barzyk) — Марлоу
- 2016: Les compagnons de la Pomponette, Жан-Пьер Моки — ангел Леонар
- 2016: Мсье Кошмар (Monsieur Cauchemar), Жан-Пьер Моки — Валентен Эсбироль
- 2017: Vénéneuses, Жан-Пьер Моки — Дик Грант
- 2017: Молодой Годар (Le Redoutable), Мишель Азанависьюс (фр. Michel Hazanavicius)

#### Телевизионные фильмы
- 1952: Foreign intrigue — Акмет
  - 1952: Dateline: Europe
  - 1952: Red Bells
  - 1953: The Star of Ghiza
- 1983: La Route inconnue, 2 эпизода
- 1986: Série noire (сериал)
  - 1986: Grandeur et décadence d’un petit commerce de cinéma, Жан-Люк Годар — Жан Альмереда
- 2007: Tous les hommes sont des romans (телефильм) — дьявол
- 2008—2013: Мистер Моки представляет (Myster Mocky présente) (сериал)
  - 2008: Morts sur commande
  - 2008: Un éléphant dans un magasin de porcelaine
  - 2013: Aveux publics
- 2013: La collection — Ecrire pour… le jeu des sept familles (мини-сериал)
  - 2013: Putain de lune, Лу Боринже (фр. Lou Bohringer)
- 2015—2017: À votre service (телесериал)
  - 2015: Moteur

#### Видеоклипы
- 1987: Vis-à-vis d’elle на песню Жерара Бланшара (фр. Gérard Blanchard)
- 1998: Vitrine girl на песню Дика Риверса (фр. Dick Rivers)
- 2016: Dolorès на песню Сары Барзик (фр. Sarah Barzyk)

### Режиссёр

#### Полнометражные фильмы
- 1959: Кадрящие / Les Dragueurs
- 1960: Un couple
- 1961: Snobs !
- 1962: Les Vierges
- 1963: Un drôle de paroissien
- 1964: La Grande Frousse ou La Cité de l’indicible peur
- 1965: La Bourse et la Vie
- 1967: Les Compagnons de la marguerite
- 1969: La Grande Lessive (!)
- 1970: L'Étalon
- 1970: Solo
- 1971: L’Albatros
- 1972: Chut !
- 1973: L’Ombre d’une chance
- 1974: Un linceul n’a pas de poches
- 1975: L’Ibis rouge
- 1976: Le Roi des bricoleurs
- 1978: Le Témoin
- 1979: Le Piège à cons
- 1982: Litan: La cité des spectres verts
- 1982: Y a-t-il un Français dans la salle ?
- 1983: À mort l’arbitre
- 1985: Le Pactole
- 1986: La Machine à découdre
- 1987: Le Miraculé
- 1987: Agent trouble
- 1987: Les Saisons du plaisir
- 1988: Une nuit à l’Assemblée nationale
- 1988: Divine enfant
- 1990: Il gèle en enfer
- 1991: Mocky Story
- 1991: Ville à vendre
- 1993: Le Mari de Léon
- 1994: Бонсуар / Bonsoir
- 1995: Noir comme le souvenir
- 1997: Robin des mers
- 1997: Alliance cherche doigt
- 1998: Vidange
- 1999: Tout est calme
- 1999: La Candide Madame Duff
- 2000: Le Glandeur
- 2001: La Bête de miséricorde
- 2002: Les Araignées de la nuit
- 2003: Le Furet
- 2004: Touristes, oh yes !
- 2004: Les Ballets écarlates
- 2005: Grabuge !
- 2006: Le Deal
- 2007: Le Bénévole
- 2007: 13 French Street
- 2011: Les Insomniaques
- 2011: Crédit pour tous
- 2011: Le Dossier Toroto
- 2012: Le Mentor
- 2012: À votre bon cœur, mesdames
- 2013: Dors mon lapin
- 2013: Le Renard jaune
- 2014: Le Mystère des jonquilles
- 2014: Calomnies
- 2015: Tu es si jolie ce soir
- 2015: Les Compagnons de la pomponette
- 2015: Monsieur Cauchemar
- 2016: Le Cabanon rose
- 2016: Rouges étaient les lilas
- 2017: Vénéneuses

#### Телефильмы
- 1988: Méliès 88: Gulliver
- 2007—2009: Myster Mocky présente (телесериал; 24 эпизода по 26 минут)
- 1991: La Méthode Barnol
- 1991: La Vérité qui tue
- 1991: Dis-moi qui tu hais
- 2008: Dans le lac
- 2008: Chantage à domicile
- 2008: Le Farceur
- 2008: Le Diable en embuscade
- 2008: L'Énergumène
- 2008: Témoins de choix
- 2008: Cellule insonorisée
- 2008: Mort sur commande
- 2008: Service rendu
- 2008: La Clinique opale
- 2008: Le Jour de l’exécution
- 2008: Un éléphant dans un magasin de porcelaine
- 2009: Une si gentille serveuse
- 2009: Le Voisin de cellule
- 2009: Un risque à courir
- 2009: La Voix de la conscience
- 2009: De quoi mourir de rire
- 2009: Meurtre entre amies
- 2009: Martha in memoriam
- 2009: L’Aide
- 2009: Ultime Bobine
- 2009: Haine mortelle
- 2009: Sauvetage
- 2009: La Cadillac
- 2009: Colère
- 2013: Hitchcock by Mocky
- 2013: Selon la loi
- 2013: Aveux publics
- 2013: Sursis pour un assassin
- 2013: La curiosité qui tue
- 2013: Derrière la porte close
- 2013: La main du destin
- 2013: Auto-stop
- 2013: Alibi en chaîne
- 2013: Demande en mariage
- 2013: Deux cœurs solitaires
- 2013: Le don d’Iris
- 2013: Les nains
- 2013: La mélodie qui tue
- 2013: Trop froide

#### Короткометражные фильмы
- 1988: Nice is Nice
- 2012: Chapeau и Au-delà des grilles (коллекция Histoires courtes)
- 2014: La Cerise и Fais-moi une offre (коллекция Histoires courtes)
- 2015: Agafia, Le Rustre et le juge и Le Magicien et les siamois (коллекция Histoires courtes)

### Сценарист
- 1959: La tête contre les murs (адаптация)
- 1959: Les dragueurs (адаптация и диалоги) / (соавтор)
- 1960: Un couple (адаптация) / (автор)
- 1962: Snobs! (адаптация) / (автор)
- 1963: Les vierges (автор)
- 1963: Un drôle de paroissien (сценарист)
- 1964: La grande frousse (адаптация)
- 1966: La bourse et la vie (идея)
- 1967: Les compagnons de la marguerite
- 1968: La grande lessive (!) (сценарист)
- 1970: L'étalon (сценарий) / (сюжет)
- 1970: Solo
- 1971: L’Albatros (сценарий — как Моки, адаптация)
- 1972: Chut!
- 1974: L’ombre d’une chance (сценарий и диалоги)
- 1974: Un linceul n’a pas de poches (адаптация)
- 1975: L’Ibis rouge
- 1977: Le roi des bricoleurs
- 1978: La Zizanie (сюжет, в титрах отсутствует)
- 1978: Le témoin (сценарист)
- 1979: Le piège à cons (в титрах отсутствует)
- 1982: Litan
- 1982: Y a-t-il un Français dans la salle?
- 1983: Cinéma cinémas (док. телесериал) (сценарист — 1 episode)
- 1984: À mort l’arbitre!
- 1985: Le pactole (сценарист)
- 1986: La machine à découdre
- 1987: Le miraculé
- 1987: Agent trouble (адаптация и диалоги)
- 1988: Les saisons du plaisir (автор)
- 1988: Une nuit à l’Assemblée Nationale (автор)
- 1989: Divine enfant (сценарист)
- 1990: Il gèle en enfer (автор)
- 1991: Mocky story
- 1992: Ville à vendre
- 1993: Le mari de Léon (сценарист)
- 1994: Bonsoir
- 1995: Noir comme le souvenir
- 1997: Alliance cherche doigt
- 1998: Robin des mers (сценарист)
- 1998: Vidange (сценарист)
- 2000: Tout est calme (адаптация)
- 2000: La candide madame Duff
- 2000: Le glandeur
- 2001: La bête de miséricorde
- 2002: Les araignées de la nuit
- 2003: Le furet (адаптация)
- 2004: Touristes? Oh yes!
- 2005: Grabuge!
- 2006: Le bénévole
- 2007: Le deal
- 2007: Les ballets écarlates
- 2007: 13 French Street
- 2008: Myster Mocky présente (телесериал) (сценарист — 3 эпизода) (автор — 1 эпизод)
- 2010: Colère (телефильм) (адаптация) / (сценарий)
- 2011: Dossier Toroto
- 2011: Crédit pour tous
- 2011: Les insomniaques
- 2012: Le mentor
- 2012: Chapeau (к/м)
- 2013: Le renard jaune (сценарист)
- 2013: Dors mon lapin
- 2014: Le mystère des jonquilles
- 2015: Le rustre et le juge (к/м) (адаптация)
- 2015: Agafia (к/м) (адаптация)
- 2016: Le cabanon rose (адаптация) / (сценарист)
- 2016: Rouges étaient les lilas
- 2017: Vénéneuses

### Монтажёр
- 1972: Chut!
- 1977: Le roi des bricoleurs
- 1982: Litan
- 1982: Y a-t-il un Français dans la salle?
- 1984: À mort l’arbitre!
- 1986: La machine à découdre
- 1987: Le miraculé
- 1987: Agent trouble
- 1987: Nice Is Nice (к/м)
- 1988: Les saisons du plaisir
- 1988: Méliès 88: Gulliver (к/м)
- 1988: Une nuit à l’Assemblée Nationale
- 1989: Divine enfant
- 1990: Il gèle en enfer
- 1991: Mocky story
- 1992: Ville à vendre
- 1993: Le mari de Léon
- 1994: Bonsoir
- 1995: Noir comme le souvenir
- 1997: Alliance cherche doigt
- 1998: Robin des mers
- 1998: Vidange
- 2000: Tout est calme
- 2000: La candide madame Duff
- 2000: Le glandeur
- 2001: La bête de miséricorde
- 2002: Les araignées de la nuit
- 2003: Le furet
- 2004: Touristes? Oh yes!
- 2005: Grabuge!
- 2006: Le bénévole
- 2007: Le deal
- 2007: 13 French Street
- 2007—2009: Myster Mocky présente (телесериал) (27 episodes)
- 2012: Le mentor
- 2012: Chapeau (к/м)

### Продюсер
- 1960: Un couple
- 1962: Snobs!
- 1963: Les vierges (в титрах отсутствует)
- 1966: La bourse et la vie
- 1967: Les compagnons de la marguerite
- 1968: La grande lessive (!)
- 1970: L'étalon
- 1970: Solo
- 1971: L’Albatros
- 1972: Chut!
- 1974: L’ombre d’une chance
- 1974: Un linceul n’a pas de poches
- 1975: L’Ibis rouge
- 1977: Le roi des bricoleurs
- 1979: Le piège à cons
- 1982: Litan
- 1982: Y a-t-il un Français dans la salle?
- 1985: Le pactole
- 1986: La machine à découdre
- 1987: Le miraculé
- 1987: Agent trouble
- 1987: Nice Is Nice (к/м)
- 1988: Méliès 88: Gulliver (к/м)
- 1988: Une nuit à l’Assemblée Nationale
- 1989: Divine enfant
- 1990: Il gèle en enfer
- 1991: Mocky story
- 1993: Le mari de Léon
- 1994: Bonsoir
- 1995: Noir comme le souvenir
- 1997: Alliance cherche doigt
- 1998: Robin des mers
- 1998: Vidange
- 2000: Tout est calme
- 2000: La candide madame Duff
- 2000: Le glandeur
- 2001: La bête de miséricorde
- 2002: Les araignées de la nuit
- 2005: Grabuge!
- 2007: Le deal
- 2011: Dossier Toroto
- 2011: Crédit pour tous
- 2011: Les insomniaques
- 2013: Le renard jaune
- 2014: Calomnies
- 2014: Touristes, Oh Yes! (док. к/м)
- 2016: Le cabanon rose
- 2016: Rouges étaient les lilas
- 2017: Vénéneuses

### Исполнительный продюсер
- 1991: Mocky story
- 1993: Le mari de Léon
- 1998: Robin des mers
- 2000: La candide madame Duff
- 2017: Vénéneuses

### Второй режиссёр или ассистент режиссёра
- 1954: Чувствo (Senso), Лукино Висконти — второй ассистент режиссёра (в титрах отсутствует)
- 1954: Босоногая графиня, Джозеф Манкевич — стажёр-ассистент режиссёра (в титрах отсутствует)

### Художник-постановщик
- 1975: L’Ibis rouge

### Документальные фильмы и телепередачи
- 1967: Septième art septième case (телепередача), 1 выпуск
- 1971: Samedi soir (телепередача), 1 выпуск
- 1975: Les rendez-vous du dimanche (телепередача), 1 выпуск
- 1975: Histoire du cinéma français par ceux qui l’ont fait (телепередача)
  - 1975: выпуск Le désordre et après 1961—1966
  - 1975: выпуск Tu n’as rien vu à Hiroshima 1956—1961
- 1971—1979: Monsieur Cinéma (телепередача), 2 выпуска
- 1982: Le grand échiquier (телепередача), 1 выпуск
- 1982: Droit de réponse: l’esprit de contradiction (телепередача), 1 выпуск
- 1982: Temps X (телепередача)
  - 1982: Jean-Pierre Mocky, un drôle d’oiseau (выпуск о Ж.-П. Моки)
- 1984: Le petit théâtre de Bouvard (телепередача), 4 выпуска
- 1985: Drôle de festival (к/м т/ф) — голос (в титрах отсутствует)
- 1983—1986: Cinéma cinémas (телепередача)
  - 1983: Mocky toujours (выпуск о Ж.-П. Моки)
  - 1986: Lettre d’un cinéaste: Le mystère Mocky (выпуск о Ж.-П. Моки)
- 1987: Mardi cinéma (телепередача), 1 выпуск
- 1987: Le divan (телепередача), 1 выпуск
- 1988: Bains de minuit (телепередача), 1 выпуск
- 1989: Matin Bonheur (телепередача), 1 выпуск
- 1989: Vingt p’tites tours (телепередача)
- 1992: Le cercle de minuit (телепередача), 1 выпуск
- 1992: Double jeu (телепередача), 1 выпуск
- 1998: Signé croisette (телепередача), 1 выпуск
- 1998: Tout le monde en parle (телепередача), 1 выпуск
- 1999: 100 films par 100 personnalités (телепередача), 1 выпуск
- 1999: Ripostes (телепередача), 1 выпуск
- 1999: Francis Blanche, à la vie à l’humour (т/ф)
- 2000: Strip-tease (телепередача)
  - 2000: Le parapluie de Cherbourg (выпуск о Ж.-П. Моки)
- 1997—2000: Nulle part ailleurs (телепередача), 2 выпуска
- 2000: La marche du siècle (телепередача)
  - 2000: выпуск Geuler pour se faire entendre
- 2001: + de cinéma (телепередача), 1 выпуск
- 2002: Hyper show (телепередача), 1 выпуск
- 2002: Compositeurs/réalisateurs, dialogue impossible? (д/ф)
- 2003: Rive droite — rive gauche (телепередача), 1 выпуск
- 2003: Le foot fait son cinéma (д/ф)
- 2003: 93 Faubourg Saint-Honoré (телепередача), 1 выпуск
- 2003: Recto verso (телепередача)
  - 2003, 29 октября: (выпуск о Ж.-П. Моки)
- 2003: La méthode Cauet (телепередача), 1 выпуск
- 2004: Zone interdite (телепередача)
  - 2004: выпуск Jaloux, radins, râleurs: ces défauts qui nous gâchent la vie
- 2001—2004: Vie privée, vie publique (телепередача)
  - 2004: выпуск Que veulent les hommes? Que veulent les femmes?
  - 2001: выпуск Faut il brûler les provocateurs?
- 2004: Ça balance à Paris (телепередача), 1 выпуск
- 2001—2005: On ne peut pas plaire à tout le monde (телепередача), 5 выпусков
- 2003—2005: On a tout essayé (телепередача), 2 выпуска
- 2005: En aparté (телепередача), 1 выпуск
- 2005: Nous ne sommes pas des anges (телепередача), 1 выпуск
- 2005: Campus, le magazine de l'écrit (телепередача)
  - 2005: выпуск Immortalité et politiquement incorrect!
- 2001—2005: C’est au programme (телепередача), 2 выпуска
- 2004—2005: 20h10 pétantes (телепередача), 3 выпуска
- 1994—2005: 13 heures le journal (телепередача), 2 выпуска
- 2006: Mocky circus (д/ф о Ж.-П. Моки)
- 2006: Mémoires du cinéma francais, de la libération à nos jours (телепередача), 1 выпуск
- 2006: L’arène de France (телепередача)
  - 2006: выпуск Une femme peut-elle diriger la France?
- 2006: Esprits libres (телепередача), 1 выпуск
- 2006: L’hebdo cinéma (телепередача), 1 выпуск
- 2006: Ding Dong (телепередача), 1 выпуск
- 2006: Les grosses têtes (телепередача), 1 выпуск
- 2007: Jour de fête (телепередача), 1 выпуск
- 2007: The Mocky Horror Picture Show (д/ф о Ж.-П. Моки)
- 2007: T’empêches tout le monde de dormir (телепередача)
  - 2007: выпуск Spécial Présidentielle
- 2007: Lonsdale l’insondable (д/ф)
- 2007: Bandes originales: Maurice Jarre (д/ф)
- 2007: François de Roubaix, l’aventurier (д/ф)
- 2007: Jean Gourguet, un artisan du cinéma (д/ф)
- 2007: Café Picouly (телепередача), 2 выпуска
- 2008: Von (д/ф)
- 2008: Tracks (телепередача), 1 выпуск
- 2009: La traversée du désir (д/ф)
- 2009: Les fleurs maladives de Georges Franju (д/ф)
- 2009: L’objet du scandale (телепередача), 1 выпуск
- 2002—2009: Le plus grand cabaret du monde (телепередача), 3 выпуска
- 2009—2010: Ce soir (ou jamais!) (телепередача), 2 выпуска
- 2010: Vous aurez le dernier mot (телепередача), 1 выпуск
- 2010: Paris dernière (телепередача), 1 выпуск
- 2010: Jean Aurenche, écrivain de cinéma (д/ф)
- 2010: Cinémas (телепередача), 1 выпуск
- 2010: Tous vos amis sont là… (телепередача)
  - 2010: выпуск Michel Galabru
- 2010: Le bureau des plaintes (телепередача), 1 выпуск
- 2010: Des mots de minuit (телепередача), 1 выпуск
- 2010: La traversée du miroir (телепередача), 1 выпуск
- 2010: Docteur San-Antonio et Mister Dard (д/ф)
- 1998—2013: Thé ou café (телепередача), 2 выпуска
- 2013: Jusqu’ici tout va bien (телепередача), 1 выпуск
- 2014: Aznavour (д/ф)
- 2013—2014: Zemmour & Naulleau (телепередача), 2 выпуска
- 2012—2014: Entrée Libre (телепередача), 3 выпуска
- 2014: Au Field de la nuit (телепередача), 1 выпуск
- 2014: Touristes, Oh Yes! (д/ф о съёмках кинофильма)
- 2015: Prochainement nulle part (д/ф) — голос
- 2013—2015: Le grand journal de Canal+ (телепередача), 2 выпуска
- 2007—2015: On n’est pas couché (телепередача), 5 выпусков
- 2002—2015: L’invité (телепередача), 9 выпусков
- 2015: Un soir à la Tour Eiffel (телепередача), 2 выпуска
- 2011—2015: Un jour, un destin (телепередача)
  - 2011: выпуск Lino Ventura, les combats d’une vie
  - 2013: выпуск Michel Serrault, la fureur de rire
  - 2013: выпуск André Bourvil, la rage de vaincre
  - 2015: выпуск Pierre Richard, l’incompris
- 2000—2015: Vivement dimanche (телепередача), 4 выпуска
- 2015: Le retour des deux compères (д/ф)
- 2009—2016: C à vous (телепередача), 8 выпусков
- 2007—2017: Les grands du rire (телепередача), 6 выпусков

## Театр
- 1948: Pauline ou l'Écume de la mer, Gabriel Arout, пост. Pierre Fresnay, Théâtre de la Michodière
- 1949: Le Roi pêcheur, Julien Gracq, пост. Marcel Herrand, Théâtre Montparnasse
- 1952: Gloriana sera vengée, авт. Cyril Tourneur, адопт. Jean Toury, пост. Jean Vernier, Théâtre de la Huchette

## Публикации

### Книги
- Jean-Pierre Mocky. M. le Mocky. — éditions Denoël. — 2001. (Мемуары)
- Jean-Pierre Mocky. Mister Flash: gentleman gangster. — Flammarion. — Groupe Flammarion, 2005. (Роман)
- Jean-Pierre Mocky. Cette fois je flingue. — éditions Florent Massot. — Florent Massot, 2006.
- Jean-Pierre Mocky. Mocky s'affiche. — éditions Christian Pirot. — 2007. (Комментарий режиссёра о рекламе его фильмов)
- Jean-Pierre Mocky. Les vacances du pouvoir. — éditions Michalon. — Éditions Michalon, 2007. (Политическая комедия)
- Jean-Pierre Mocky. Jean-Pierre Mocky: Pensées, répliques et anecdotes. — Le Cherche Midi. — Le Cherche midi, 2009. — 208 с. — (Les Pensées).
- Jean-Pierre Mocky. entretiens avec Noël Simsolo // La longue marche. — éditions Neige. — 2014.
- Jean-Pierre Mocky. Je vais encore me faire des amis ! — Le Cherche Midi. — Le Cherche midi, 2015.
- Laurent Benyayer, Philippe Sichler, Jean-Pierre Mocky. Une œuvre en solo, Jean-Pierre Mocky. — Mocky Delicious Products. — 2015.
- Jean-Pierre Mocky. Mocky soit qui mal y pense. — Le Cherche midi. — 2016.

### Сборники
- Jean-Pierre Mocky. Préface // Cinéma perdu. — Le Castor Astral. — Bordeaux, 2004.
- Jean-Pierre Mocky. Préface // Le Comédien fétiche du cinéma. — Alphée-J.P. Bertrand. — Monaco, 2007.

### Статьи
- Comment je suis devenu underground // Le Monde. — Le Monde, 1999. — Décembre. переиздано в Le Roy, 2000, p. 91—94
- Ça gronde fort // Libération. — Libération (journal), 2005. — 1 марта.

## Дискография
- 1991: Les trente coups de gueule de Jean-Pierre Mocky, оригинальные версии музыки из титров фильмов, Mantra Records (31 отрывок)
- 1993: Les réalisateurs: Les plus belles musiques de films de Jean-Pierre Mocky, label Playtime

## Награды и ретроспективы
- 1982: премия кинокритики на Международном фестивале фантастических фильмов в Аворье (фр. Festival international du film fantastique d'Avoriaz) за Litan: La cité des spectres verts.
- 2004, июль: гость международного кинофестиваля в Праде (фр. Le Festival de Cinéma de Prades), Восточные Пиренеи
- 2009: «Prix humour de résistance», награда Дома смеха и юмора в Клюни (фр. La Maison du rire et de l’humour de Cluny) за все его работы.
- 2010, 1-е февраля: он получил в Венсене «Приз Анри Ланглуа» (фр. Prix Henri-Langlois) за вклад в киноискусство и за достижения 50-ти лет карьеры, охватывающей все аспекты седьмого искусства, одновременно как актёра, режиссёра, сценариста, писателя, оператора, продюсера и, наконец, дистрибьютора.
- 2013: «Приз Альфонса Алле» (фр. Prix Alphonse-Allais) за творческие достижения[181].
- 2012: Ретроспектива на Международном кинофестивале в Бельфоре (фр. Le Festival Entrevues Belfort)
- 2014: Ретроспектива во Французской синематеке с 25 июня по 3 августа[182]
- 2015: Приз «Polar d’Honneur» за творческие достижения на фестивале детективного кино 2015 в г. Коньяк, Франция (фр. Festival du film policier de Cognac)
- 2015: «Приз Люмьер» (фр. Prix Lumières) за творческие достижения[183]

### Комментарии
1. ↑  Его официальной датой рождения длительное время считалось 6 июля 1929 года, и многие ссылки, в том числе Éric Le Roy (Le Roy 2000), упоминают 6 июля 1929 года как дату рождения. В своих мемуарах (Mocky 2001) Жан-Пьер Моки объясняет, что он родился 6 июля 1929 года и что свидетельство о рождении впоследствии было изменено. В программе On n’est pas couché animée Ролана Рюкье (Laurent Ruquier), вышедшей в эфир в субботу 1 июня 2013 года, он же утверждает, что родился в 1934 году

### Использованная литература и источники
1. 1 2  La mystérieuse année de naissance de Jean-Pierre Mocky (фр.) — 2019.
2. 1 2  Stanislas Nordey : “Je me disais que Mocky était un grand artiste, pas forcément un père” (фр.) — 2019.
3. 1 2  http://www.liberation.fr/portrait/2000/01/10/jean-pierre-mocky-70-ans-cineaste-a-l-emporte-piece-cultive-une-frenesie-depassionnee-tout-est-calme_315582
4. 1 2 3 4  Jean Paul Adam Mokiejewski // Fichier des personnes décédées mirror
5. 1 2  https://www.msn.com/fr-fr/actualite/culture/le-réalisateur-français-jean-pierre-mocky-est-mort/ar-AAFwLdn (фр.)
6. 1 2  Jean-Paul Adam Mokiejewski // Roglo — 1997.
7. ↑  Jean-Paul Mokiejewski, dit Jean-Pierre Mocky Архивная копия от 2 апреля 2015 на Wayback Machine sur Larousse.fr
8. 1 2 3 4 5  Jean-Paul Adam MOKIEJEWSKI. gw.geneanet.org. Дата обращения: 29 мая 2017. Архивировано 21 апреля 2018 года.
9. ↑  Mort de Jean-Pierre Mocky: un réalisateur aussi irrévérencieux qu'inclassable. Дата обращения: 11 августа 2019. Архивировано 11 августа 2019 года.
10. ↑  Décès de Jean-Pierre Mocky, l'anarchiste du cinéma français. Дата обращения: 11 августа 2019. Архивировано 11 августа 2019 года.
11. ↑  Mocky, 2001, p. 10
12. ↑  Mocky, 2001, p. 20
13. ↑  Mocky, 2001, p. 22
14. 1 2 3  Laurence Durieu. Jean-Pierre Mocky // VSD. — 2008. — 10 juin. Архивировано из оригинала 4 марта 2009 года.
15. 1 2 3  Lionel Paoli. Jean-Pierre Mocky raconte son enfance agitée au Mont-Boron // Nice-Matin. — Nice-Matin, 2011. — 29 septembre. Архивировано 1 июля 2014 года.
16. ↑  Mocky, 2001, pp. 22—23
17. ↑  Mocky, 2001, p. 30
18. 1 2 3  Guillaume D'Alessandro. Mocky, le maître du laid // Libération. — Libération (journal), 1995. — 8 avril. — С. 40—43.
19. 1 2 3  Le Roy, 2000, p. 14
20. ↑  Mocky, 2001, pp. 34—35
21. ↑  Mocky, 2001, p. 39—41
22. ↑  Mocky, 2001, pp. 58—61
23. 1 2  Jean-Pierre Mocky. Mes dates-clés // Libération. — Libération(journal), 2003. — 29 octobre. Архивировано 1 июля 2013 года.
24. 1 2 3 4 5  Axelle Ropert. La Pantomime des gueux // La Lettre du cinéma  / Axelle Ropert, Camille Nevers. — 2000. — Été (№ 14). — С. 24—41.
25. 1 2 3 4 5 6  Gilles Dagneau. Entretien avec Jean-Pierre Mocky, 1re // Cinéma. — Cinéma (revue), 1982. — Март (№ 279).
26. ↑  Le Roy, 2000, p. 19
27. 1 2  Mocky, 2001, pp. 95—96
28. 1 2 3 4 5 6 7 8 9 10 11 12 13  Axelle Ropert. La Pantomime des gueux // La Lettre du cinéma  / Axelle Ropert, Camille Nevers. — 2000. — Automne (№ 15). — С. 64—82.
29. ↑  Mocky, 2001, p. 80—84
30. 1 2 3  Jean-Luc Godard. Georges Franju // Cahiers du cinéma. — Cahiers du cinéma, 1958. — Décembre (№ 90). переиздано в Jean-Luc Godard. Les Années Cahiers / Jean-Luc Godard. — Flammarion. — Flammarion, 1989. — С. 169—171.
31. ↑  Jean-Luc Godard. Remarquable // Arts  / Jean-Luc Godard. — Arts (revue), 1959. — 1 марта (№ 715). переиздано в Godard, 1989, p. 214—215
32. ↑  Jean-Luc Godard. Une loi obscure // Cahiers du cinéma  / Jean-Luc Godard. — Cahiers du cinéma, 1959. — Mai (№ 95). переиздано в Godard, 1989, p. 240—242
33. 1 2 3  Mocky, 2001, p. 91
34. 1 2  Michel Caen Jean-Claude Romer. Entretien avec Jean-Pierre Mocky // Midi Minuit Fantastique. — Midi Minuit Fantastique, 1967. — Juin (№ 17). — С. 39—55.
35. 1 2 3  Frodon, 2010, p. 199—201
36. ↑  Le Roy, 2000, p. 21
37. ↑  Les Dragueurs. jpmocky.com. Дата обращения: 11 мая 2017. Архивировано из оригинала 11 апреля 2016 года.
38. ↑  Mocky, 2001, pp. 85—92
39. 1 2  Le Roy, 2000, p. 22
40. ↑  Françoise Sagan. La part des choses // L'Express  / Françoise Sagan. — L'Express, 1960. — 8 décembre. переиздано в Le Roy, 2000, p. 145—146
41. 1 2  Éric Le Roy. Jean-Pierre Mocky // Bibliothèque du film. — Bibliothèque du film, 2000. Архивировано 13 мая 2013 года.
42. ↑  Mocky, 2001, pp. 119—124
43. ↑  Le Roy, 2000, p. 23
44. ↑  Le Roy, 2000, p. 24
45. ↑  Mocky, 2001, p. 125—132
46. ↑  Michel Mardore. Les Petits Caprices // Cahiers du cinéma  / Michel Mardore. — Cahiers du cinéma, 1962. — Février (№ 128).
47. ↑  Le Roy, 2000, p. 25
48. ↑  Henri Gault. On devrait coller 20 ans à Mocky // Paris-Presse-L'Intransigeant  / Henri Gault. — Paris-Presse, 1963. — Mai.
49. ↑  Antoine Doinel. Pucelle que j'aimé // Cahiers du cinéma. — Cahiers du cinéma, 1963. — Juillet (№ 145). переиздано в François Truffaut. Les Films de ma vie // Les Vierges. — Flammarion, 2007. — С. 344—345. и вLe Roy, 2000, p. 148—149
50. ↑  Mocky, 2001, p. 132—137
51. ↑  Un drôle de paroissien. jpmocky.com. Дата обращения: 2 июля 2012. Архивировано из оригинала 11 апреля 2016 года.
52. ↑  Mocky, 2001, p. 138—144
53. ↑  Le Roy, 2000, pp. 26—27
54. ↑  Samuel Douhaire. La bande à Mocky // Libération. — Libération (journal), 2004. — 14 mai. Архивировано 4 июня 2012 года.
55. ↑  La Cité de l'indicible peur. jpmocky.com. Дата обращения: 2 июля 2012. Архивировано из оригинала 21 марта 2012 года.
56. ↑  Mocky, 2001, pp. 144—147
57. ↑  Le Roy, 2000, p. 27
58. ↑  Le Roy, 2000, p. 37
59. ↑  Mocky, 2001, p. 148—153
60. ↑  La Bourse et la Vie. jpmocky.com. Дата обращения: 2 июля 2012. Архивировано из оригинала 11 апреля 2016 года.
61. ↑  Le Roy, 2000, p. 29—30
62. ↑  Les Compagnons de la marguerite. jpmocky.com. Дата обращения: 2 июля 2012. Архивировано из оригинала 11 апреля 2016 года.
63. ↑  Mocky, 2001, p. 114—115
64. 1 2  Gilles Dagneau. Entretien avec Jean-Pierre Mocky, 2e // Cinéma. — Cinéma (revue), 1982. — Avril (№ 280).
65. ↑  Le Roy, 2000, p. 30—31
66. ↑  Mocky, 2001, p. 154—155
67. 1 2 3  Prédal, 1988, p. 38
68. ↑  La Grande Lessive (!). jpbox-office.com. Дата обращения: 4 июля 2012. Архивировано 22 марта 2013 года.
69. ↑  Le Roy, 2000, p. 32
70. ↑  Mocky, 2001, p. 160
71. ↑  Mocky, 2001, p. 164
72. ↑  Le Roy, 2000, p. 33
73. ↑  Frodon, 2010, pp. 325—328
74. ↑  Solo. jpbox-office.com. Дата обращения: 3 июля 2012. Архивировано 31 марта 2013 года.
75. ↑  Mocky, 2001, pp. 155—156
76. ↑  Mocky, 2001, p. 112
77. ↑  L'Étalon. jpmocky.com. Дата обращения: 2 июля 2012. Архивировано из оригинала 11 апреля 2016 года.
78. ↑  Jacques Aumont. L'Étalon // Cahiers du cinéma  / Jacques Aumont. — Cahiers du cinéma, 1970. — Avril (№ 219). переиздано в Le Roy, 2000, p. 152
79. ↑  Mocky, 2001, p. 161
80. ↑  Le Roy, 2000, p. 35
81. 1 2  Jean-Louis Bory. Les ailes d'Hernani // Le Nouvel Observateur  / Jean-Louis Bory. — 1971. — 13 septembre. переиздано в Le Roy, 2000, p. 153—154
82. ↑  L'Albatros. jpbox-office.com. Дата обращения: 3 июля 2012. Архивировано 30 марта 2013 года.
83. ↑  Jean-Louis Bory. Furiosi et mezzo voce… // Le Nouvel Observateur. — 1973. — 26 novembre. Архивировано 10 ноября 2013 года.
84. ↑  Le Roy, 2000, pp. 37—39
85. 1 2  André Cornand. L'Ombre d'une chance // La Revue du cinéma (Image et Son). — La Revue du cinéma (Image et Son), 1974. — Март (№ 282).
86. ↑  Un Linceul n'a pas de poche. jpbox-office.com. Дата обращения: 3 июля 2012. Архивировано 31 марта 2013 года.
87. ↑  Le Roy, 2000, p. 39—40
88. ↑  Frédéric Bonnaud. Mocky voit rouge // Libération  / Frédéric Bonnaud. — Libération (journal), 1996. — 29 juillet.
89. ↑  Le Roy, 2000, pp. 41—42
90. ↑  Le Roi des bricoleurs. jpbox-office.com. Дата обращения: 3 июля 2012. Архивировано 31 марта 2013 года.
91. ↑  Le Roy, 2000, p. 42
92. 1 2  Ronny Chester Chérif Saïs. Entretien avec Jean-Pierre Mocky // Dvdklassik. — 2007. — 1 марта. Архивировано 23 сентября 2015 года.a
93. ↑  Le Roy, 2000, p. 43
94. ↑  Le Roy, 2000, p. 43—44
95. ↑  Le Piège à cons. jpbox-office.com. Дата обращения: 3 июля 2012. Архивировано 29 марта 2013 года.
96. ↑  Le Roy, 2000, p. 44—45
97. ↑  Prédal, 1988, p. 90
98. ↑  Le Roy, 2000, p. 45
99. ↑  Olivier Assayas. Y a-t-il un Français dans la salle ? // Cahiers du cinéma  / Olivier Assayas. — Cahiers du cinéma, 1982. — Mai (№ 336). переиздано в Le Roy, 2000, p. 163—165
100. ↑  Y a-t-il un Français dans la salle ? jpmocky.com. Дата обращения: 2 июля 2012. Архивировано из оригинала 11 апреля 2016 года.
101. ↑  Antoine de Baecque. Godard / Antoine de Baecque. — 2011. — 960 с. — (Grand Pluriel). — ISBN 978-2-246-64781-2.
102. ↑  Le Roy, 2000, p. 46—47
103. ↑  Serge Daney. À mort l'artbitre // Libération  / Serge Daney. — Libération (journal), 1984. переиздано в Le Roy, 2000, pp. 169—171
104. ↑  À mort l'arbitre. jpbox-office.com. Дата обращения: 2 июля 2012. Архивировано 25 мая 2012 года.
105. ↑  Frédéric Bonnaud. Sélection. Escroquerie à la croyance. Canal +, 13h35, « Le Miraculé », de Jean-Pierre Mocky // Libération  / Frédéric Bonnaud. — Libération (journal), 1996. — 6 août. Архивировано 4 июня 2012 года.
106. ↑  Le Miraculé. jpmocky.com. Дата обращения: 2 июля 2012. Архивировано из оригинала 11 апреля 2016 года.
107. ↑  Agent trouble. jpmocky.com. Дата обращения: 2 июля 2012. Архивировано из оригинала 11 апреля 2016 года.
108. ↑  Le Roy, 2000, pp. 52—53
109. ↑  Le Roy, 2000, p. 53
110. ↑  Les Saisons du plaisir. jpmocky.com. Дата обращения: 2 июля 2012. Архивировано из оригинала 11 апреля 2016 года.
111. ↑  Une Nuit à l'Assemblée nationale. jpmocky.com. Дата обращения: 2 июля 2012. Архивировано из оригинала 11 апреля 2016 года.
112. ↑  Jean-Pierre Mocky. Comment je suis devenu underground // Le Monde. — Le Monde, 1999. — 1 décembre. переиздано в Le Roy, 2000, p. 91—94
113. ↑  Bonsoir. jpbox-office.com. Дата обращения: 2 сентября 2012. Архивировано 28 марта 2013 года.
114. ↑  Alliance cherche doigt. Base LUMIERE. Дата обращения: 2 сентября 2012. Архивировано 11 апреля 2016 года.
115. ↑  Robin des mers. Base LUMIERE. Дата обращения: 29 мая 2012. Архивировано 11 апреля 2016 года.
116. ↑  Vidange. Base LUMIERE. Дата обращения: 29 мая 2012. Архивировано 11 апреля 2016 года.
117. ↑  Olivier Séguret. Alliance cherche doigt // Libération. — Libération (journal), 1997. — 17 septembre. Архивировано 4 июня 2012 года.
118. ↑  Ville à vendre. jpbox-office.com. Дата обращения: 2 сентября 2012. Архивировано 29 марта 2013 года.
119. ↑  Noir comme le souvenir. jpbox-office.com. Дата обращения: 2 сентября 2012. Архивировано 29 марта 2013 года.
120. ↑  Le Roy, 2000, p. 59—60
121. ↑  Édouard Waintrop. Polar façon série B // Libération  / Édouard Waintrop. — Libération (journal), 1995. — 12 août. Архивировано 4 июня 2012 года.
122. ↑  Le Roy, 2000, p. 61—62
123. ↑  Le Roy, 2000, p. 59
124. 1 2  Le Roy, 2000, p. 63
125. 1 2  Frodon, 2010.
126. ↑  de Baecque, 2011, p. 772
127. ↑  Sarah Elkaïm. 13 French Street // Critikat.com. — 2007. — 27 novembre. Архивировано 10 ноября 2013 года.
128. ↑  13 French street. Base LUMIERE. Дата обращения: 29 мая 2012. Архивировано 11 апреля 2016 года.
129. ↑  Romain Le Vern. Interview Jean-pierre Mocky. — 2006. — Septembre. Архивировано 29 июня 2013 года.
130. ↑  Le Furet. base LUMIERE. Дата обращения: 28 мая 2012. Архивировано 11 апреля 2016 года.
131. ↑  Alexis Bernier. Mélancolique Mocky // Libération. — Libération (journal), 2005. — 14 septembre. Архивировано 4 июня 2012 года.
132. ↑  Grabuges ! base LUMIERE. Дата обращения: 29 мая 2012. Архивировано 11 апреля 2016 года.
133. ↑  Jacques Mandelbaum. Grabuge !: faire fleurir le cinoche dans le Paris d'aujourd'hui // Le Monde. — Le Monde, 2005. — 13 septembre. Архивировано 5 марта 2016 года.
134. ↑  Le Deal. Base LUMIERE. Дата обращения: 29 мая 2012. Архивировано 11 апреля 2016 года.
135. ↑  Jacques Mandelbaum. Le Deal // Le Monde  / Jacques Mandelbaum. — Le Monde, 2007. — 1 марта. Архивировано 29 октября 2015 года.
136. ↑  Nicolas Dewaelheyns. Jean-Pierre Mocky: « Mon rôle de cinéaste, c’est de dénoncer ». — 2011. — 25 avril. Архивировано 10 ноября 2013 года.
137. ↑  Isabelle Regnier. Jean-Pierre Mocky s'offre un cinéma // Le Monde. — Le Monde, 2011. — 1 марта. Архивировано 1 апреля 2011 года.
138. ↑  Evelyne Trân. Un cocktail de films à déguster très frais au cinéma Le Desperado de Jean-Pierre Mocky // Le Monde. — 2011. — 1 mai. Архивировано 1 июля 2014 года.
139. ↑  Jean-Pierre Mocky, le grand cirque social. Festival Entrevues. Дата обращения: 21 ноября 2012. Архивировано из оригинала 18 февраля 2013 года.
140. ↑  Matthieu Bareyre. Festival de Belfort: quand l'automne détonne // Critikat. — 2012. — 20 novembre. Архивировано 10 ноября 2013 года.
141. ↑  François Menia. Gérard Depardieu et Pierre Richard: comment Mocky les a réunis (фр.) // Le Figaro. — ISSN 0182-5852. Архивировано 4 февраля 2017 года.
142. ↑  Mocky, 2001, p. 107
143. 1 2  Hervé Aubron. Jean-Pierre Mocky // Libération. — Libération (journal), 2000. — 10 janvier. Архивировано 1 июля 2013 года.
144. ↑  Mocky, 2001, p. 119
145. ↑  Mocky, 2001, p. 116
146. ↑  Mocky, 2014
147. 1 2  Interview de Jean-Pierre Mocky par Michèle Villemur, OHLA n°335, 16 février 2005, page 33
148. ↑  Sébastien Porte.  Télérama: Stanislas Nordey: « Je me disais que Mocky était un grand artiste, pas forcément un père » (фр.). telerama.fr (10 августа 2019). — Из интервью со Станисласом Норде: «Мой отец был человеком, живущим между реальным и иллюзорным, он постоянно придумывал сценарии, в том числе и для собственной жизни. Так что нет, на самом деле нас четверо.» Дата обращения: 11 августа 2019. Архивировано 10 августа 2019 года.
149. ↑  Antoine Guitteny. Jean-Pierre Mocky inhumé à Saint-Prix, avec ses parents (фр.). leparisien.fr (12 августа 2019). Дата обращения: 20 ноября 2019. Архивировано 22 августа 2019 года..
150. ↑  Jean-Pierre Mocky préparait un film sur les gilets jaunes (фр.). Le Huffington Post (8 августа 2019). Дата обращения: 8 августа 2019. Архивировано 8 августа 2019 года..
151. ↑  Prédal, 1988, p. 33
152. ↑  Le Roy, 2000, p. 41
153. ↑  Le Roy, 2000, pp. 50—51
154. ↑  Prédal, 1988, pp. 33—34
155. ↑  Prédal, 1988, pp. 42—43
156. ↑  Prédal, 1988, p. 43
157. ↑  Le Roy, 2000, p. 89
158. 1 2  André Cornand. Jean-Pierre Mocky // La Revue du cinéma (Image et Son). — La Revue du cinéma (Image et Son), 1975. — Décembre (№ 301).
159. ↑  Prédal, 1988, p. 46—47
160. 1 2 3  Berjon, 2003
161. ↑  Gérard Grugeau. Mocky, cinéaste surestimé ? // 24 images. — 24 images, 1988. — № 37. — С. 60—61. Архивировано 4 июля 2013 года. suite Архивировано 4 июля 2013 года.
162. ↑  Prédal, 1988, p. 56—57
163. ↑  Prédal, 1988, p. 67—73
164. ↑  Prédal, 1988, p. 57—61
165. ↑  Prédal, 1988, p. 73—80
166. ↑  Mocky, 2001, p. 165
167. ↑  Prédal, 1988, p. 28
168. ↑  Prédal, 1988, p. 21—23
169. 1 2  Prédal, 1988, p. 30
170. ↑  Prédal, 1988, p. 22
171. ↑  Jean-Pierre Mocky. Renoir vu par...Jean-Pierre Mocky // L'Humanité. — L'Humanité, 2006. — 18 août. Архивировано 16 мая 2022 года.
172. ↑  Prédal, 1988, p. 24
173. ↑  Mocky, 2001, p. 180—181
174. ↑  Michel Mardore. La rentrée d'Alceste // Le Nouvel Observateur  / Michel Mardore. — Le Nouvel Observateur, 1968. — 12 août. Архивировано 3 марта 2016 года.
175. ↑  Mocky, 2001, p. 185
176. ↑  Cinématique des muses. pgderoux.fr. Éditions Pierre-Guillaume de Roux. Дата обращения: 10 августа 2019. Архивировано из оригинала 4 июля 2019 года..
177. ↑  Bégaudeau, 2007
178. ↑  Les oreilles entre les yeux Архивная копия от 20 февраля 2016 на Wayback Machine sur wordpress.com
179. ↑  Les musiques des films de JP MOCKY Архивная копия от 21 января 2016 на Wayback Machine sur jpierre-mocky.fr, site officiel de Jean-Pierre Mocky.
180. ↑  Véronique Rossignol. Jean-Pierre Mocky // La Bibliothèque du film. — Bibliothèque du film, 1999. Архивировано 13 мая 2013 года.
181. ↑  Jean-Pierre Mocky, lauréat du facétieux Prix Alphone Allais (недоступная ссылка — история). — La Croix, 2013. — 3 июня.
182. ↑  Jean-Pierre Mocky. cinemathque.fr. Дата обращения: 24 июня 2014. Архивировано из оригинала 30 июня 2014 года.
183. ↑  Prix Lumières: Timbuktu plébiscité Архивная копия от 11 апреля 2016 на Wayback Machine, Le Figaro, 2 février 2015

## Дополнение

#### Книги
- René Prédal. Jean-Pierre Mocky (фр.). — Lherminier/Quatre-Vents, 1988.
- Gaston Haustrate. Entretiens avec Jean-Pierre Mocky (фр.). — Édilig, 1989.
- Éric Le Roy. Jean-Pierre Mocky (фр.). — 1. — Bibliothèque du film/Durante, 2000. — 255 p. — (Ciné-regards). (Эрик Ле Руа сотрудничал с Жан-Пьером Моки, в частности, в фильмах À mort l’arbitre ! или Le Miraculé.)

#### Публикации
- Michel Caen, Jean-Claude Romer. Entretien avec Jean-Pierre Mocky (фр.) // Midi Minuit Fantastique. — 1967. — Juin (no 17). — P. 39—55.
- René Prédal. La Galerie des monstres de JP Mocky (фр.) // Jeune Cinéma. — 1969. — Janvier (no 35).
- Dossier Solo (фр.) // L'Avant-Scène Cinéma. — 1970. — Mai (no 103).
- Claude Benoît. L'inclassable Jean-Pierre Mocky (фр.) // Jeune Cinéma. — 1974. — Mai (no 78).
- André Cornand. Jean-Pierre Mocky (фр.) // La Revue du cinéma (Image et Son). — 1975. — Décembre (no 301).
- Claude Benoît. Le combat solitaire de Jean-Pierre Mocky (фр.) // Jeune Cinéma. — 1977. — Апрель-май.
- Olivier Assayas. Jean-Pierre Mocky (фр.) // Cahiers du cinéma. — 1981. — Mai (no 323—324).
- Olivier Assayas. Mocky (фр.) // Cahiers du cinéma. — 1981. — Novembre (no 329).
- Bruno Villien. Mocky persiste et signe (фр.) // Le Nouvel Observateur. — 1982. — 30 avril.
- Gilles Dagneau. Entretien avec Jean-Pierre Mocky (фр.) // Cinéma (revue). — 1982. — Mars (no 279).
- Gilles Dagneau. Entretien avec Jean-Pierre Mocky (фр.) // Cinéma (revue). — 1982. — Avril (no 280).
- Olivier Assayas. Un auteur-artisan (фр.) // Cahiers du cinéma. — 1982. — Mai (no 336).
- Olivier Assayas. Entretien (фр.) // Cahiers du cinéma. — 1982. — Mai (no 336).
- Antoine de Baecque, Stéphane Braunschweig. De fil en aiguille (фр.) // Cahiers du cinéma. — 1986. — Janvier (no 379).
- Gilles Dagneau. Mocky, au-delà des apparences (фр.) // Cinéma. — 1982. — Avril (no 280).
- Iannis Katsahnias. Les bouchées doubles (фр.) // Cahiers du cinéma. — 1987. — Июль-август (no 398).
- Serge Toubiana. Darry Cowl - Jean-Pierre Mocky: Sacrés monstres (фр.) // Cahiers du cinéma. — 1988. — Mai (no 407—408).
- René Prédal. Le « système Mocky » par lui-même (фр.) // Jeune Cinéma. — 1989. — Февраль-март (no 193).
- Jacques Siclier. Les sarabandes de Mocky :  [фр.]. — Ramsay, 1993.
- René Prédal. Rencontre avec Jean-Pierre Mocky (фр.) // Jeune Cinéma. — 1994. — Февраль-март (no 226).
- Axelle Ropert, Camille Nevers. La Pantomime des gueux (фр.) // La Lettre du cinéma. — 2000. — Лето (no 14). — P. 24—41.
- Axelle Ropert, Camille Nevers. La Pantomime des gueux (фр.) // La Lettre du cinéma. — 2000. — Осень (no 15). — P. 64—82.
- Matthieu, David. Jean-Pierre Mocky :  [фр.]. — Éditions Mille et une nuits, 2003.
- Jean-Christophe Berjon. Signé Mocky (фр.) // Avant Scène Cinéma. — 2003. — Octobre (no 525).
- Isabelle Potel. Moqueur Mocky (фр.) // Libération (journal). — 2004. — 2 octobre.
- Entretien avec jean-Pierre Mocky (фр.) // Cancer !. — 2004.
- Sylvain Angiboust, Hélène Thoron. Au royaume des aveugles, le fou est roi (фр.) // Splitscreen. — 2007. — Осень (no 2). — P. 76—78.
- François Bégaudeau. Jean-Pierre Mocky, des masques et des gueules (фр.) // Cahiers du cinéma. — 2007. — Июль-август (no 625). — P. 66—67.
- Nicolas d'Estienne d'Orves. Génération Mocky (фр.) // La Règle du jeu (revue). — 2012. — 27 janvier. Архивировано 30 января 2012 года.
- Benoît Basirico. Interview Gabriel Yared/Jean-Pierre Mocky (фр.) // Cinézik. — 2012. — 12 mai.
- Jean-Michel Frodon. Le Cinéma français, de la Nouvelle Vague à nos jours / Jean-Michel Frodon. — Paris: Cahiers du cinéma, 2010. — С. 825.